# Kerala
Pour les articles homonymes, voir Kerala (homonymie).
Le Kerala ou Kérala (en malayalam : കേരളം, kēraḷam, /keːɾɐɭɐm/) est un État indien. La langue principale est le malayalam qui fait partie des langues dravidiennes, famille linguistique dominante en Inde du Sud. Ses habitants, spécifiquement les malayalophones natifs, sont connus sous le gentilé « Malayâlis ».
Le Kerala, densément peuplé, s'étend sur près de 900 km dans le sud-sud-ouest de la péninsule indienne. Il est couvert de denses forêts sur les contreforts des Ghats occidentaux et traversé d'un réseau de lagunes et canaux le long de la côte de la mer des Laquedives. Il est parfois surnommé « le pays de Dieu » (God's own land).
Le Kerala possède un indicateur de développement humain élevé par rapport à son niveau de développement économique. L'espérance de vie et le taux d'alphabétisation sont très au-dessus de la moyenne nationale, et ce malgré des disparités. De nombreuses personnes originaires du Kerala ont émigré à l'étranger, en grande partie dans les pays du Golfe. Les fonds envoyés par ces personnes équivalent à plus de 20 % du produit intérieur brut,.

## Histoire
Les populations proto-australoïdes du Kerala, locutrices aujourd'hui de langues dravidiennes, sont considérées comme les plus anciens autochtones et sont en grande partie mélangées avec les autres types physiques arrivés plus tardivement.
Dès le IIIe siècle av. J.-C., Grecs et Romains faisaient déjà du commerce avec le Kerala qui se trouvait alors à la convergence des mondes occidental et extrême-oriental. Ses productions comme la noix de coco, la noix d'arec, et les épices s’échangeaient contre du riz, du sucre, des perles, des pierres précieuses ou des cotonnades.
Au Ier siècle, des juifs issus de la première diaspora fondent la première communauté juive d'Inde.
Selon la tradition l'apôtre Thomas diffuse le mouvement des nazôréens (la forme juive du mouvement créé par Jésus) à partir du milieu du Ier siècle de l’ère chrétienne.
Les premiers chrétiens nestoriens, issus des missions venues des communautés chrétiennes d'Orient s'y installent ou diffusent le christianisme dès le VIe siècle, en particulier sur la côte, grâce aux routes maritimes reliant l'Empire romain d'Orient et l'Égypte au Kerala.
Au début du Moyen Âge, les relations commerciales sont alors dominées par les marchands perses et arabes qui se sont substitués aux gréco-romains. À ce moment-là, le Kerala est divisé entre de nombreux royaumes, mais au XIVe siècle une identité régionale se forme, lorsque le malayalam se différencie nettement du tamoul.
L'une des raisons du voyage de Vasco de Gama depuis le Portugal vers le Kerala, en 1498, est de briser le contrôle musulman sur le commerce des épices, des gemmes et des parfums entre les producteurs locaux et le Moyen-Orient. Il fait construire la première forteresse portugaise, Fort Emmanuel, en terre indienne à Cochin (Kochi) en 1503, puis, prenant avantage de la rivalité entre les rajahs de Calicut et de Cochin, entreprend de détruire ce monopole.
Cette lutte entre Calicut et Cochin, permet finalement aux Hollandais d'intervenir, puis d'expulser les Portugais de leurs forts. Les Anglais s'implantent dans la zone par l'intermédiaire de la Compagnie anglaise des Indes orientales et s'installent fermement au Kerala au début du XVIIe siècle.
En 1792, Tipû Sâhib essaie de regagner du territoire sur celui tenu par les Britanniques, mais sans succès.
L'État moderne du Kerala est créé officiellement, le 1er novembre 1956, à partir du Malabar, une partie de la présidence de Madras, du Travancore et de Cochin. Les maharajahs de ces deux derniers États princiers ont eu la particularité de se préoccuper de l'éducation et du bien-être de leurs sujets.

## Géographie

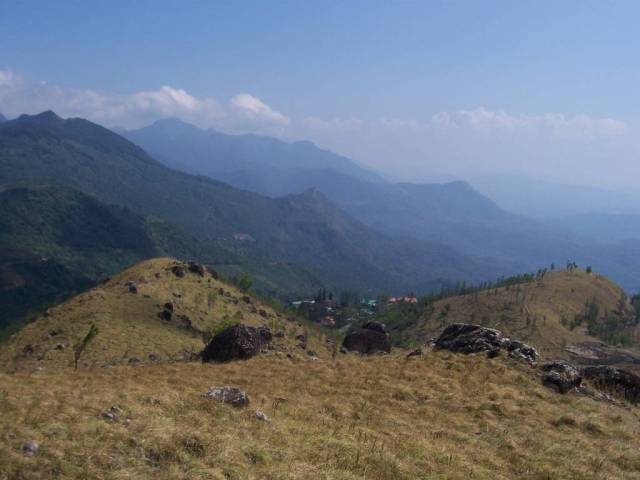
Massif du Pothigai, Kerala.

Le Kerala consiste en une étroite bande de terre le long de la côte sud-ouest de l'Inde dont la largeur varie de 35 à 120 km. Il est bordé par la mer des Laquedives à l'ouest et par les Ghats occidentaux à l'est, culminant à l'Anamudi avec 2 695 m.
Situé entre 8°18' et 12°48' de latitude nord et 74°52' et 72°22' de longitude est, sa modeste superficie, 38 852 km2, représente 1,18 % du territoire indien.
Les États du Karnataka au nord et du Tamil Nadu à l'est sont les voisins immédiats du Kerala.
Le district de Mahé qui fait partie du territoire de Pondichéry, est enclavé dans le Kerala. La façade maritime de l'État fait face à l'archipel des Laquedives, qui forme notamment le territoire des Lakshadweep, et donne une ouverture sur les Maldives au sud-ouest.

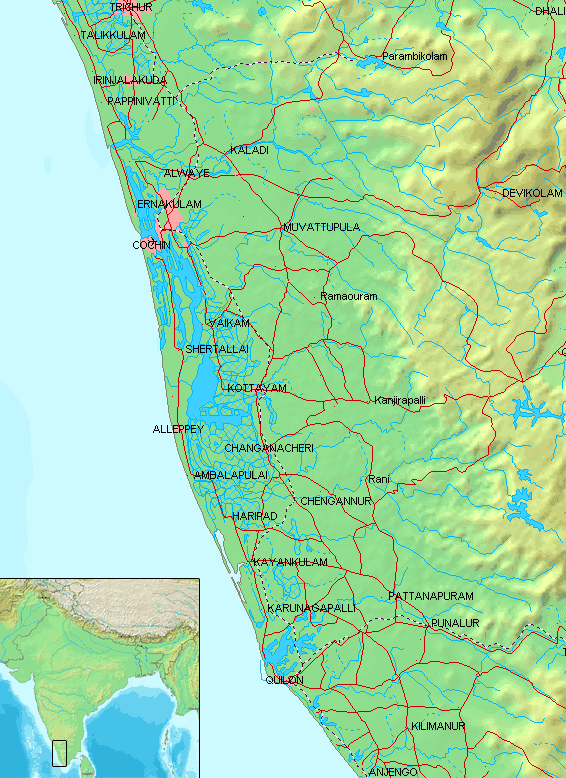
Les Backwaters.

Le Kerala est divisé en trois zones distinctes :
- les montagnes et vallées profondes se situent à l'est, sur les contreforts des Ghats occidentaux. Elles sont couvertes de forêts denses et les courtes et nombreuses rivières kéralaises y prennent leurs sources pour se jeter dans la mer des Laquedives ;
- la plaine centrale est constituée de collines et de larges vallées agricoles ;
- sur la côte, longue de 580 km, les embouchures des fleuves abritent de nombreux ports. Longeant la côte, les Backwaters constituent un vaste réseau de lagunes, très riches en biodiversité, reliées par des canaux communiquant avec la mer. De Thiruvanathapuram à Vadakara, ils représentent 450 km de voies navigables, utilisées pour le transport, avant de devenir une attraction touristique. Le lac Vembanad, entre Alappuzha et Kochi, est la plus importante réserve d'eau de l’État (200 km2).

### Climat
Le climat du Kerala est tropical avec un régime de mousson du sud-ouest de juin à septembre. Les précipitations sont abondantes, 3 107 mm/an en moyenne (Inde : 1 197 mm/an) et il pleut entre 120 et 140 jours par an. En été, d'avril à juin, les températures atteignent 33 °C, ce qui est relativement raisonnable en Inde.

#### Inondations de 2018
En août 2018, des inondations (en) font plus de quatre cents morts.
Elles dévastent l'essentiel du Kerala (13 des 14 districts, tous hormis celui de Kasaragod) et provoquent le déplacement de centaines de milliers de personnes.
Il s'agit des plus importantes inondations dans l’État depuis plus d'un siècle.

### Radioactivité naturelle
Certaines zones du Kerala sont exposées à une radioactivité naturelle intense due à la présence de monazite dans le sol.

### Flore et faune

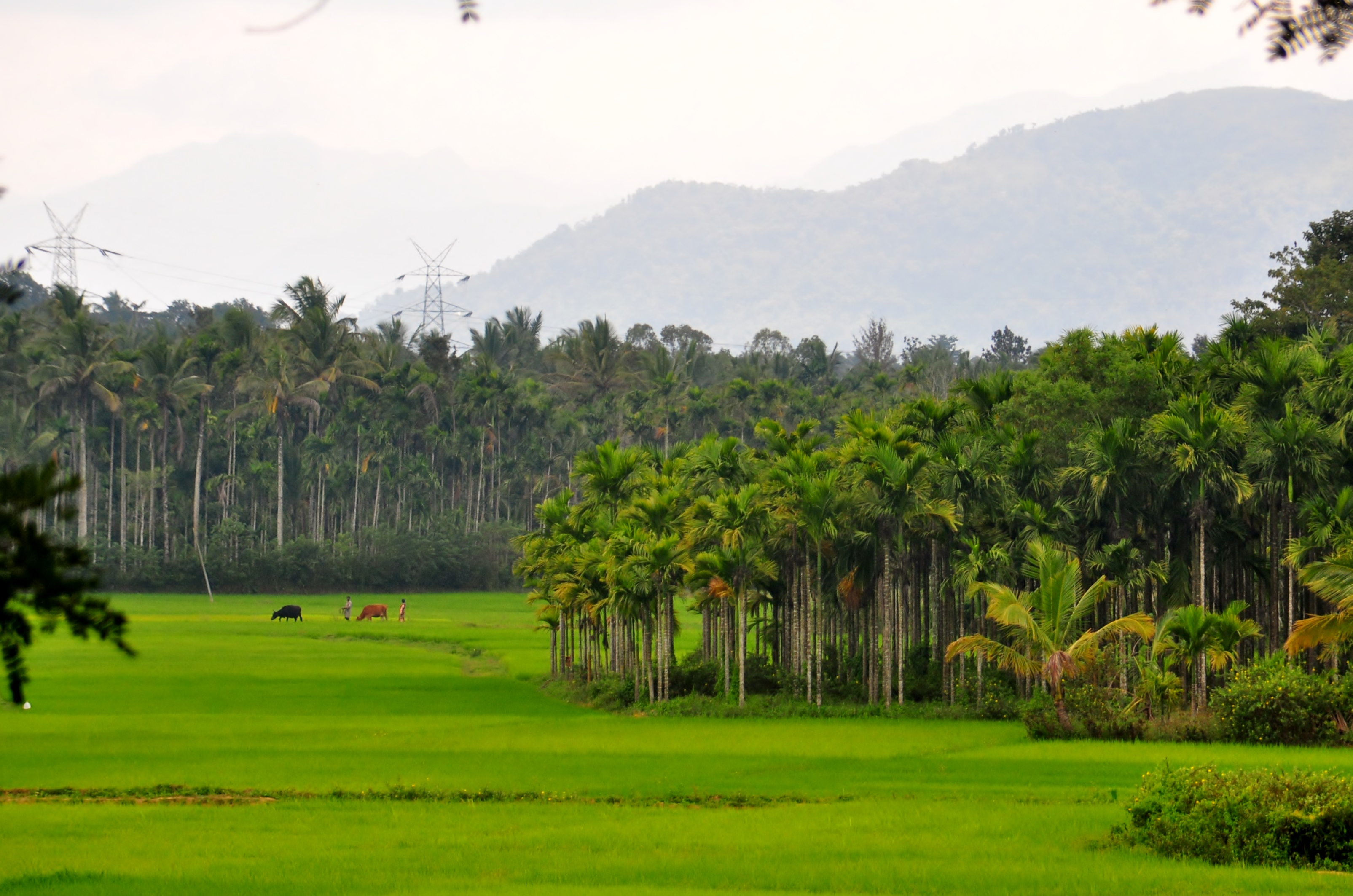
Rizière près de Sultan Bathery.

La variété géographique et le climat expliquent l'importance de la biodiversité.

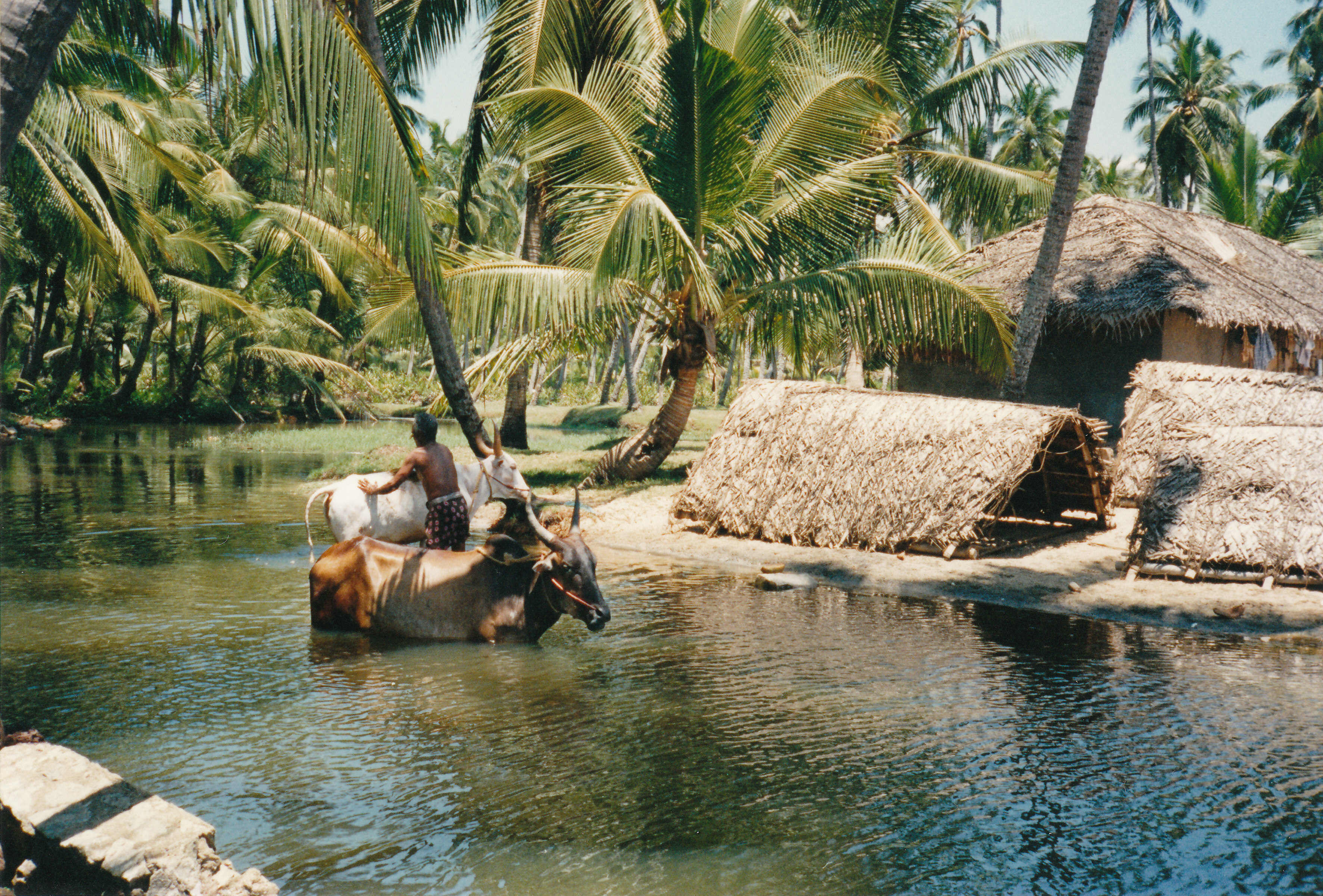
Paysan soignant ses bœufs.

La forêt couvre 26 % de l’État, on y rencontre des essences recherchées telles que le teck, le bois de rose ou le santal, ainsi que de nombreuses herbes aromatiques.
Ces forêts et plantes donnent lieu à une activité économique appréciable : exportation de bois, artisanat, encens, huiles essentielles.
La faune est également très riche : léopards, tigres, éléphants, écureuils, singes, cerfs, ours et de nombreuses variétés d'oiseaux. Nombre de ces plantes et animaux étant endémiques au Kerala, pour protéger cette richesse,   l’État a créé plusieurs parcs nationaux et réserves naturelles : Chinnar Wildlife Santuary, Eravikulan National Park, Jumarlom Bird Santuary, Periyar National Park, Silent Valley National Park.

## Démographie
Avec 33,4 millions d'habitants pour 38 852 km2 en 2011, le Kerala a une densité de population de 860 habitants au km2. C'est l'une des plus élevées du pays (324 hab./km2).
La concentration de population la plus forte se rencontre dans la plaine côtière où la densité diffuse de l'habitat crée une continuité ville-campagne.
Les villes principales sont : Thiruvananthapuram (889 000 habitants), capitale de l'État (son nom est souvent utilisé sous sa forme coloniale de Trivandrum), Kozhikode (880 000 habitants) et Kochi (1 350 000 habitants), capitale économique, abritant le principal aéroport.
Le taux de natalité, 17,2 ‰, est un des plus bas de l'Inde (25,4 ‰). Le taux de mortalité global, 6,6 ‰ ainsi que la mortalité infantile, 11 ‰, sont également faibles. Ces chiffres ont permis au Kerala de limiter sa croissance démographique à 9,4 % sur la période 1991-2001, alors qu'elle est de 21,3 % pour l'ensemble du pays.
Le Kerala fait ainsi figure de modèle de transition démographique dans le pays. D'après Le Monde diplomatique, ce succès serait dû à une « politique ambitieuse en matière d’éducation et de santé : vaccination et réduction de la mortalité infantile, recul de l’âge du mariage, disponibilité de la contraception et de la stérilisation, mais aussi action sociale, élévation du niveau d’éducation et promotion de l’égalité femmes-hommes ».
L'espérance de vie, 74 ans en moyenne, y est également l'une des plus élevées de l'Inde et de douze années supérieure à la moyenne (62 ans).
| Évolution de la population | Évolution de la population | Évolution de la population |
| Année                      | Population                 | %±                         |
| -------------------------- | -------------------------- | -------------------------- |
| 1951                       | 13 549 000                 | —                          |
| 1961                       | 16 904 000                 | + 24,8                     |
| 1971                       | 21 347 000                 | + 26,3                     |
| 1981                       | 25 454 000                 | + 19,2                     |
| 1991                       | 29 099 000                 | + 14,3                     |
| 2001                       | 31 841 000                 | + 9,4                      |
| 2011                       | 33 388 000                 | + 4,9                      |

Le Kerala bénéficie du meilleur indice de développement humain des États indiens.
Il est le seul État indien où les femmes sont plus nombreuses que les hommes (104 femmes pour 100 hommes).

### Alphabétisation
Cet État a le plus fort taux d'alphabétisation en Inde avec 94 % en 2011 contre 64 % en moyenne pour l'ensemble du pays selon le recensement de 2011. Ce taux d'alphabétisation est de 92 % les femmes et 96 % chez les hommes.

## Religions

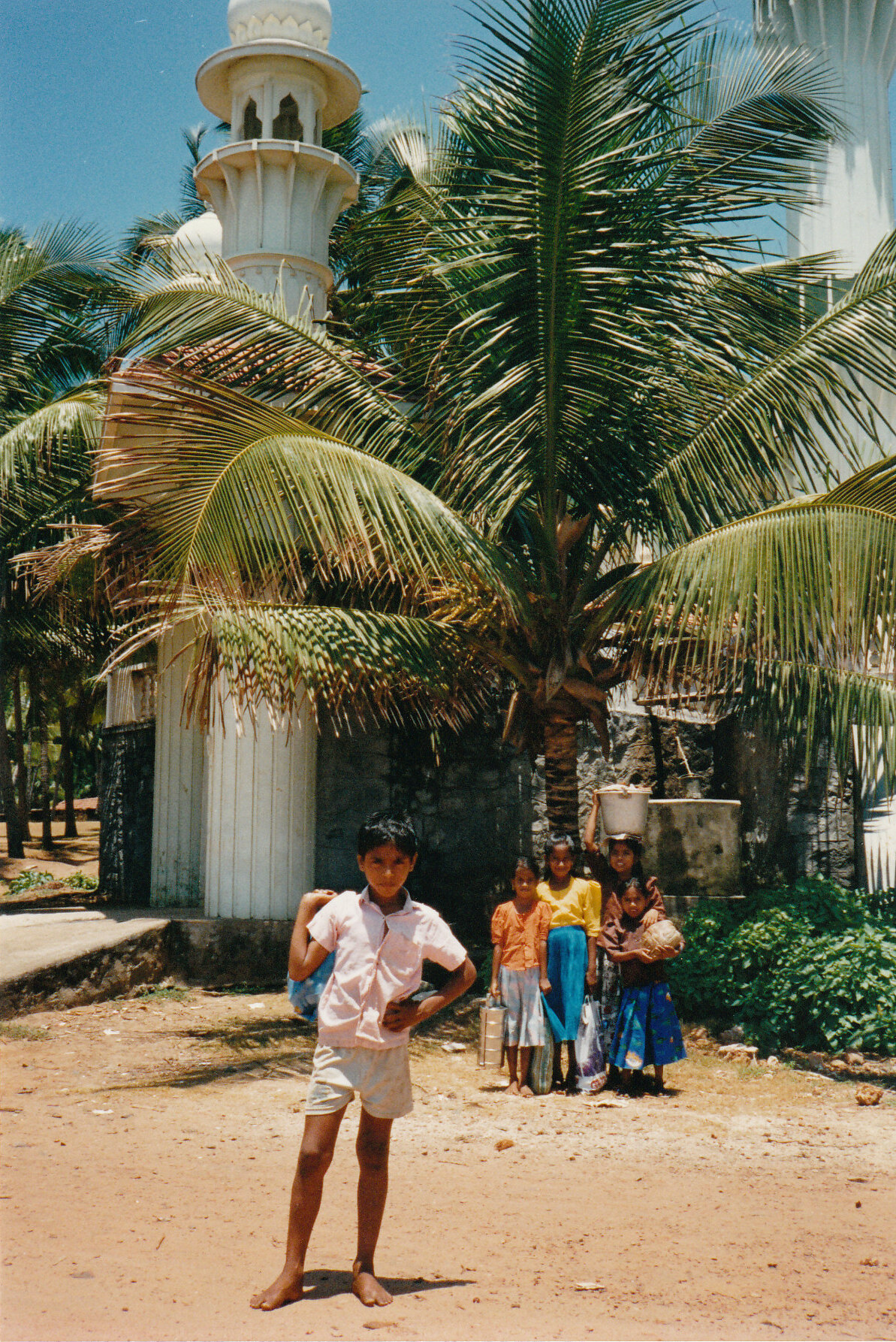
Enfants devant une mosquée aux environs de Varkala.

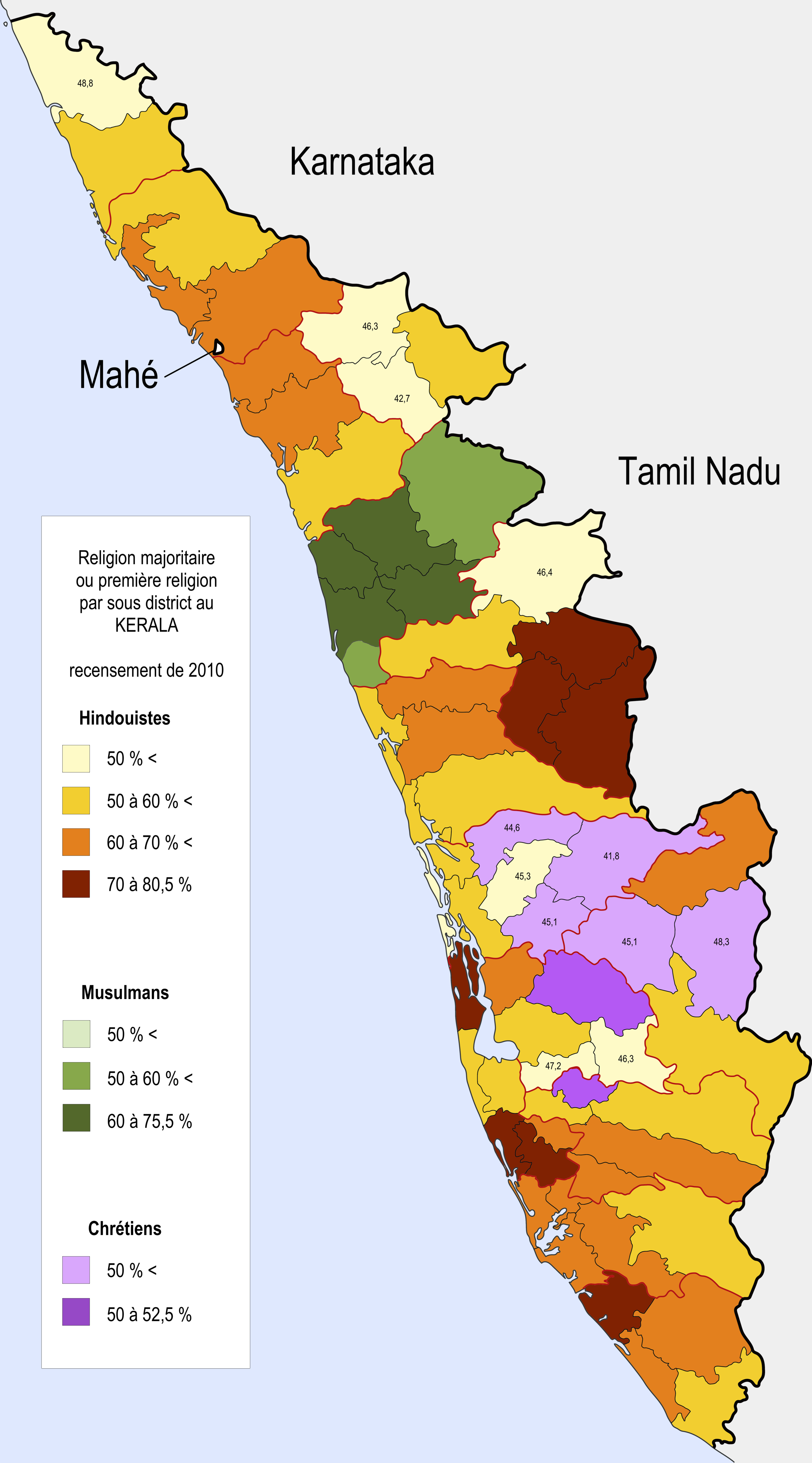
Kerala : religion majoritaire ou première religion par sous-district selon les données du recensement indien de 2010.

D'après le recensement de 2001, le Kerala compte 56 % d'hindous, 24 % de musulmans et 19 % de chrétiens.
D'après le recensement de 2011, 54,73 % des résidents du Kerala étaient hindous, 26,56 % musulmans, 18,38 % chrétiens, et 0,32 % soit n'ont pas d'affiliation religieuse soit sont d'une autre religion. La proportion de minorités religieuses est ainsi nettement supérieure à la moyenne nationale.
Cependant, la création en 1990 de l'Islamic Sevak Sangh, dissout en 1992, mais qui réapparaît sous la forme d'un parti politique fondamentaliste, le People's Democratic Party, bien qu'ayant une audience très limitée, traduit des tensions communautaires.

### Chrétiens
Cette communauté chrétienne date de l'arrivée en 52 de saint Thomas qui y fonde l'une des premières Églises de la chrétienté ; puis elle est augmentée de chrétiens syriaques venus de Bagdad en 192. Cette communauté chrétienne parle le malayalam et ses membres s'appellent eux-mêmes les Nazaréens. Ils sont encore très influencés par le judaïsme et ont des relations avec les Nestoriens de l'île de Socotra. Si elle a été fortement perturbée par l'arrivée des occidentaux et des églises chrétiennes occidentales à partir du XVIe siècle, conduisant à des schismes mais aussi à des répressions (Inquisition de Goa), elle constitue néanmoins encore aujourd'hui le corps majoritaire parmi les chrétiens du Kerala. D'après le recensement de 2011, plus de 70% des chrétiens keralais adhèrent aux différentes dénominations chrétiennes de saint Thomas.
C'est avec l'arrivée des colons portugais et de leurs missionnaires (lesquels furent progressivement refoulés par les Anglais vers Goa, à partir du milieu du XVIIe siècle) que la communauté chrétienne a pris de l'importance hors des milieux nasrani (chrétiens de saint Thomas ou Syrian Christians en anglais), grâce aux nombreuses conversions au catholicisme. Aujourd'hui, les trois quarts des Kéralais chrétiens sont catholiques, et ceux adeptes du rite romain ont souvent un nom d'origine portugaise, en partie hérité de la communauté indo-portugaise, dite aussi topasse (appelée aussi improprement Anglo-Indians, en raison d'une anglicisation récente de la communauté, sans métissage toutefois).
Les catholiques du Kerala sont répartis en trois églises catholiques orientales selon leur rite, syro-malabare, syro-malankare ou latin ; de ce fait, trois hiérarchies dépendant du Pape se superposent sur le même territoire, dirigées par George Alencherry, Baselios Cleemis et Joseph Kariyil.

### Musulmans
Contrairement à ce qui s'est passé en Inde du Nord, l'arrivée au Kerala de populations musulmanes ne s'est pas faite par des conquêtes militaires, mais par l'apport progressif de commerçants. En effet, dès le VIIe siècle des marchands musulmans installent des comptoirs sur la côte kéralaise, s'y établissent et se marient à des femmes dravidiennes.

### Juifs
Le Kerala se distinguait par la présence d'une communauté importante d'israélites, la plus nombreuse qui soit recensée en Inde. Celle-ci, qui comptait 2 500 membres en 1945, se réduit désormais à une vingtaine d'individus à la suite d'une émigration massive vers Israël.

## Économie
L'économie du Kerala est principalement agricole, ce secteur emploie 17 % de la population active. La culture de la noix de coco est très développée sur la côte et dans les backwaters, les fibres permettent aussi de construire de très nombreuses embarcations de transport, commerce et destinées aux touristes.

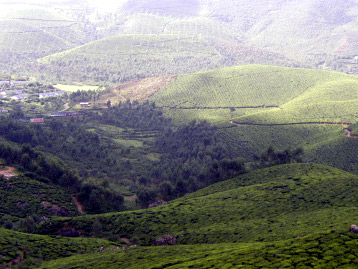
Jardins de thé à Munnar.
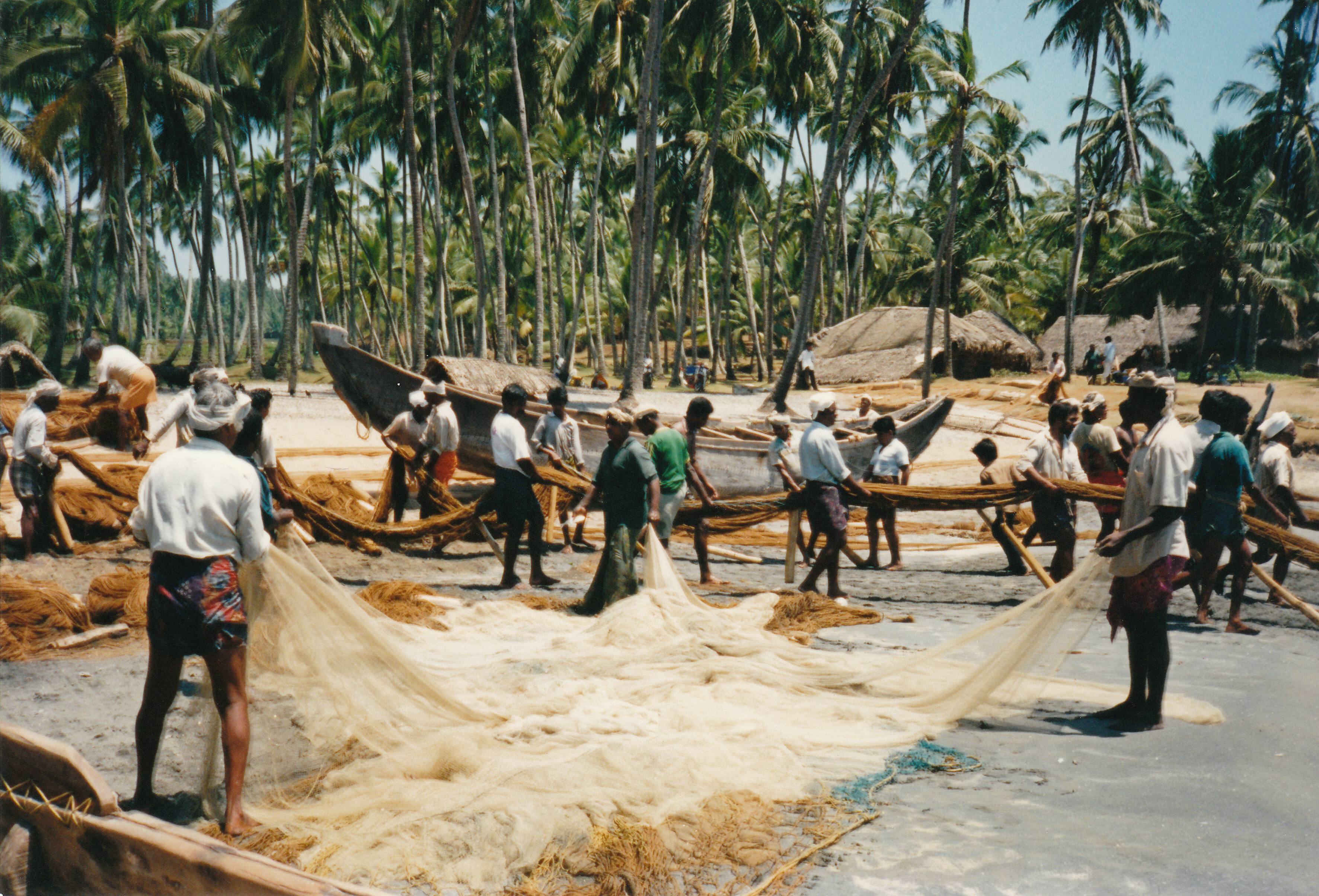
Pêcheurs sur la côte de Malabar.
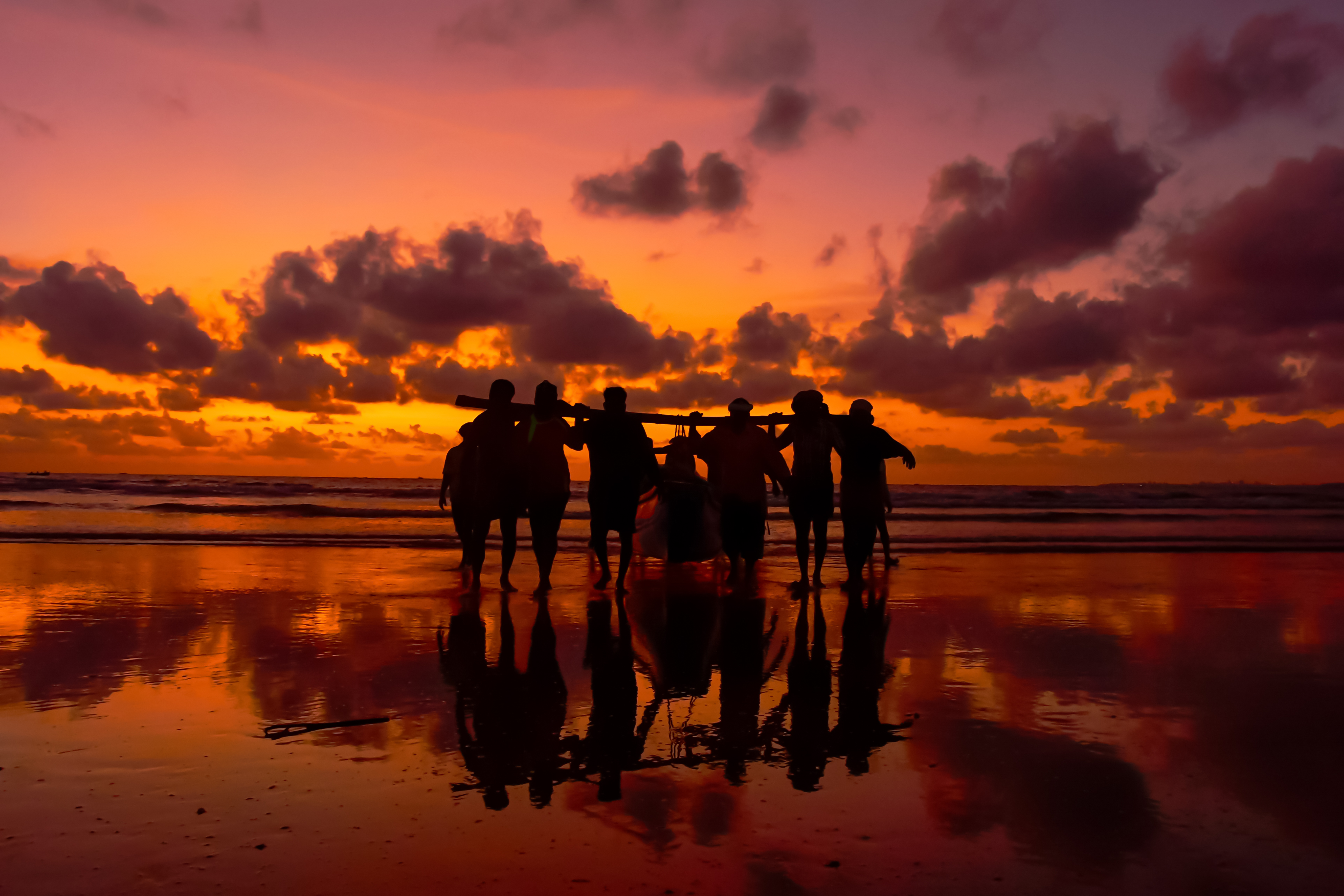
Pêcheurs du Kerala. Septembre 2019.

Le thé et le café sont les principales cultures des Gaths occidentaux, notamment autour de Munnar. D'autres produits agricoles sont cultivés de manière intensive comme le caoutchouc (91 % de la production nationale), l'anacardier et les épices, de tous temps la richesse de la région.
Les épices généralement cultivées au Kerala sont le poivre (96 % de la production nationale), la cardamome, la vanille, la cannelle et la noix de muscade.
Le poivre a longtemps été la principale ressource du Kerala, exporté vers le Proche-Orient et l'Europe par bateau
La pêche en mer ou dans les Backwaters, et ses industries de transformation, sont aussi des activités importantes (crevettes, palourdes, homards et huîtres).
L'élevage familial et les cultures potagères contribuent de façon substantielle aux revenus des foyers modestes.

Les ressources minières kéralaises, bien que n'employant que 0,1 % de la population active, représentent plus de 10 % du PIB du Kérala. Les minerais extraits sont le monazite pour l'industrie nucléaire, l'ilménite, le rutile, le zircon, la bauxite et le kaolin.
Les nombreuses rivières descendant des Ghats ont permis la construction de barrages pour l'irrigation et la production d'énergie hydraulique. Cependant, les nuisances écologiques et humaines causées par l'inondation des vallées ont mobilisé l'opinion et les autorités sont en butte à une forte opposition comme celle qu'a suscité la construction du barrage Athirapally sur la Chalakkudy.
Le commerce, le bâtiment, les transports, l'industrie textile et le tourisme sont les autres secteurs importants de l'économie kéralaise.
Le niveau de vie au Kerala est relativement élevé. Le revenu par habitant est passé de 5 100 Rs en 1992 à 19 500 Rs en 2000 et à plus de 40 000 Rs en 2012.
Aujourd'hui, 80 % des foyers sont reliés au réseau électrique et 78 % ont l'eau courante. Comme en Chine l'eau chaude est due au solaire thermique[pas clair].
Les Kéralais à la recherche d'un emploi sont moins nombreux que dans le reste de l'Inde, et bénéficient d'une économie agricole de proximité, avec beaucoup de jardins familiaux. Par ailleurs, profitant des ports et aéroports tournés vers la mer d'Arabie, de nombreux Kéralais travaillent à l'étranger, surtout dans les États du Golfe (plus d'un million dans les pays du Golfe) et en Angleterre.
Ces émigrés contribuent largement à l'économie kéralaise, leurs transferts d'argent envoyés aux familles dépassent 20 % des revenus du Kérala.
Trois aéroports internationaux desservent le Kerala :
- aéroport international de Calicut ;
- aéroport international de Trivandrum ;
- L'aéroport international de Cochin a la particularité d'être entièrement alimenté par l'énergie solaire[24].

Le modèle social du Kerala commence avec la réforme agraire, lancée par les marxistes dès leur victoire aux premières élections libres du Kerala réunifié, en 1957. Alors que le Congrès, au pouvoir à Delhi, défendait une vision capitaliste empreinte de féodalisme, les communistes kéralais ont distribué les terres aux paysans, en plafonnant le droit à la propriété privée à 25 acres, soit à peine plus de 10 hectares. Le Parti communiste ne reste au pouvoir que deux ans et c'est à son retour, en 1967, qu'est posé le principe d'un État interventionniste visant à offrir une couverture sociale à tous. Le Kerala a résisté aux grandes réformes de libéralisation économique promues par le gouvernement fédéral au début des années 1990, mettant en avant son droit du travail, le plus protecteur des salariés dans tout le pays, pour refuser les privatisations sur son territoire et pour refuser l'implantation des multinationales. L’État a ainsi le salaire minimum le plus élevé du pays.

## Santé
Le Kerala est réputé disposer du meilleur système de santé de la fédération indienne. Avec une surreprésentation des écoles de médecine et d’infirmières, l’État compte 30 000 soignants. Le Kerala prend en charge 60 % des frais de santé, la moyenne nationale n’est que de 20 %.
L’État est le premier du pays à enregistrer, en janvier 2020, des cas de personnes infectées par la Covid-19 à la suite du retour de Wuhan (Chine) d’un étudiant indien en médecine. La réactivité des autorités face à l’épidémie (mesures de dépistage et de confinement, fonds d'urgence débloqués, etc) a cependant été saluée,. Le ministre des Finances, Thomas Isaac, a estimé à cette occasion que « la lutte contre le coronavirus souligne une nouvelle fois à quel point un système de santé privé basé sur l’assurance serait totalement inadéquat pour relever ce genre de défi ». De fait, les mesures drastiques prises semblent avoir permis d'endiguer l'épidémie (437 cas et deux morts au 24 avril 2020).

## Politique
Le Kerala, politiquement l'un des États les plus stables de l'Inde, a la particularité d'avoir élu démocratiquement, en 1957, un gouvernement communiste.
Celui-ci, élu grâce aux masses paysannes hindoues, entreprit une réforme agraire qui permit de supprimer le système féodal en confisquant les terres des gros propriétaires pour les distribuer aux paysans[réf. nécessaire]. Il y mène une politique d'investissements massifs dans la lutte contre la pauvreté, avec notamment la distribution de cartes d'approvisionnement permettant un accès presque gratuit aux aliments de base et l'instauration d'un salaire minimum deux fois supérieur à la moyenne nationale, dans l'éducation et la santé. Selon le géographe Srikumar Chattopadhyay, « les communistes ont aussi fortement développé le système des panchayat, ces conseils villageois qui permettent la participation de chacun au développement de l’État. »
Depuis, le pouvoir alterne tous les cinq ans entre le parti communiste et le parti centriste du Congrès. Les communistes y sont à nouveau élus en mai 2016 : le Kerala est alors l'un des deux derniers bastions marxistes du pays, avec l'État de Tripura, coincé derrière le Bangladesh.
La vie politique est actuellement dominée par deux coalitions : le Left Democratic Front (LDF) conduit par le Parti communiste d'Inde (marxiste) (PCI(M)) et l'United Democratic Front (UDF) conduit par le Congrès. L'actuel ministre en chef est Pinarayi Vijayan du PCI(M), en poste depuis le 25 mai 2016.
Les nationalistes hindous du BJP sont très minoritaires au Kerala, passant de 6 % des voix aux élections locales de 2011 à 15 % en 2016, avant de retomber à 12 % en 2021. Le vote BJP est beaucoup plus fort chez les Nairs, haute caste du Kerala, que chez les Ezhavas, la basse caste qui constitue traditionnellement le socle électoral du parti marxiste. L'État fédéral, dirigé par Narendra Modi, lui-même issu du BJP, exerce des pressions sur le Kerala pour réduire les marges de manœuvres du gouvernement local : « Delhi pratique le chantage en obligeant le gouvernement communiste de Trivandrum à privatiser pour pouvoir bénéficier de la redistribution des crédits budgétaires. Le ministère des finances impose en outre des plafonds d'emprunts, ce qui contraint les politiques sociales ».
L'État du Kerala connaît également la présence d'une violence politique modérée mais constante, qui s'y manifeste depuis plusieurs décennies par des agressions, des lynchages et des assassinats entre adhérents de différents partis politiques. Une violence parfois exacerbée et entretenue par ces partis, qui y trouvent un moyen de renforcer la cohésion de leur base militante, en encourageant la mémorialisation des partisans assassinés et une culture de la vendetta. Entre 2006 et 2016, le Crime Records Bureau de l'État du Kerala estime à au moins 100 le nombre de personnes assassinées pour de motivations politiques, et un nombre plus important de blessés. Cette tendance à la violence politique s'est aussi répandue parmi les syndicats étudiants au sein des campus universitaires.

### Système de gouvernance locale
Les citoyens sont très impliqués dans la vie politique et leur participation est bien plus importante que dans le reste du pays, Chaque village comporte des assemblées de 1 000 à 2 000 personnes, elles sont appelées les Grama Sabhas. Aussi afin de susciter la mobilisation populaire, le PCI(M) a mis en place des sessions de formation pour former des « personnes ressources ».

## Subdivisions administratives
Le Kerala est composé de quatorze districts.

## Culture
La culture kéralaise, création riche et originale, tire ses principales influences du Tamil Nadu et du Karnataka voisins ainsi que d'apports extérieurs (moyen-oriental et occidental).

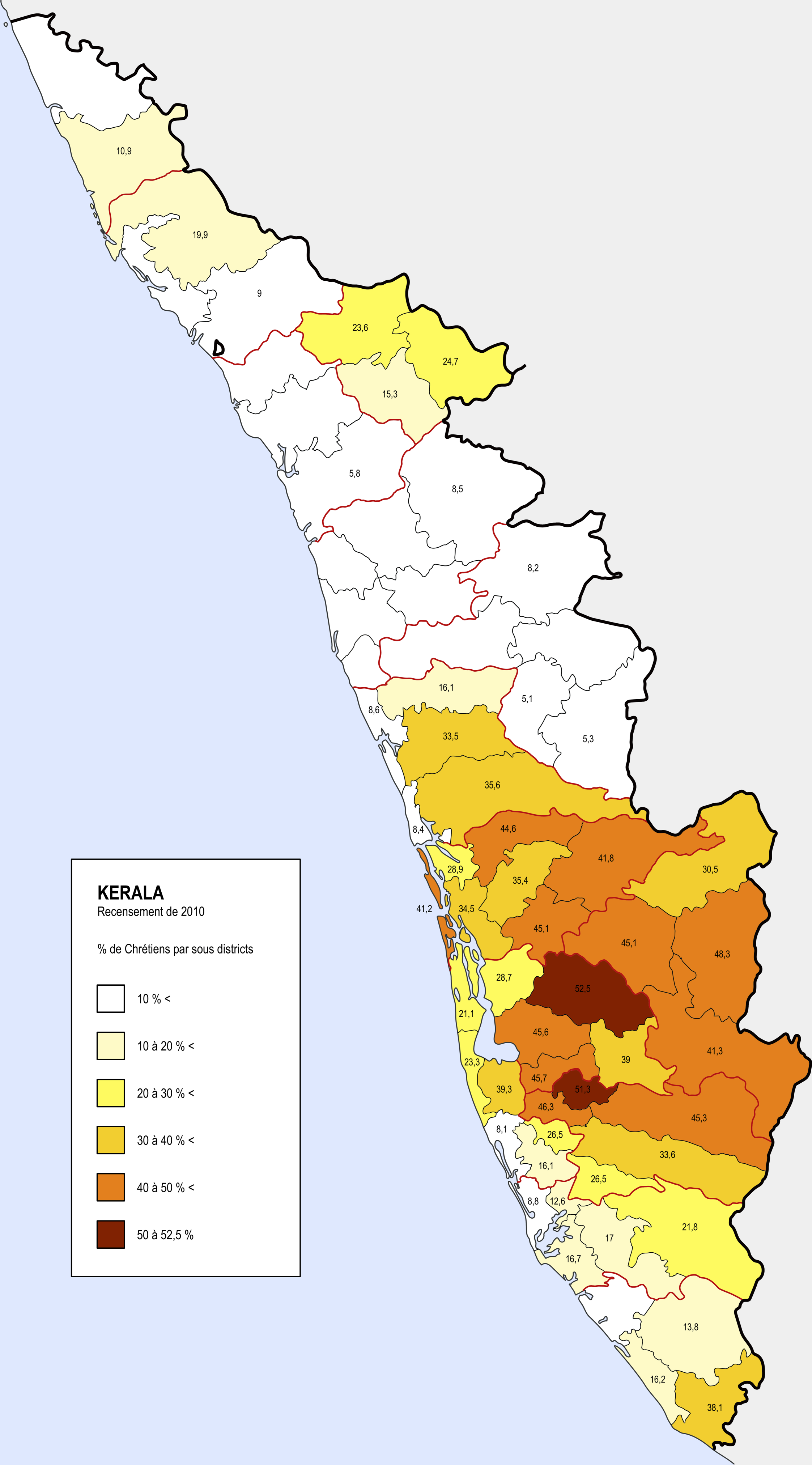
Kerala : % de chrétiens par sous-district selon les données du recensement indien de 2010.

### Musique, danse et théâtre

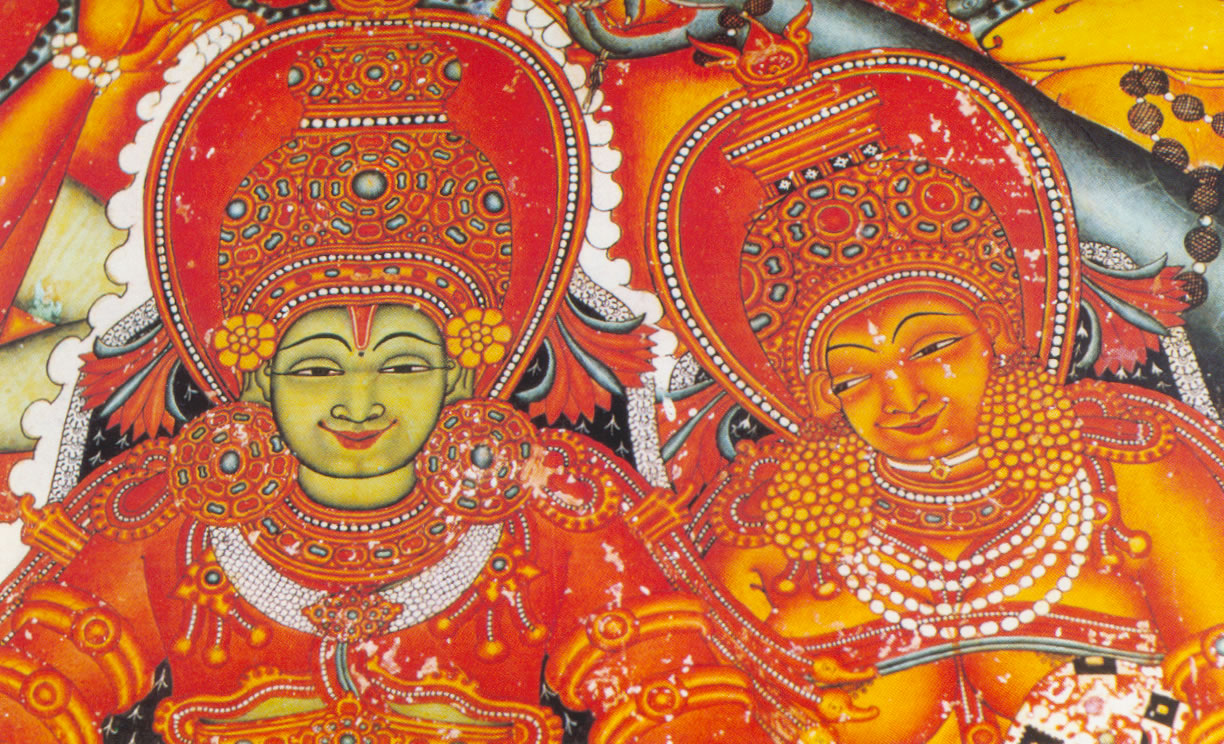
Peinture murale au temple de Pundareekapuram (Kottayam).

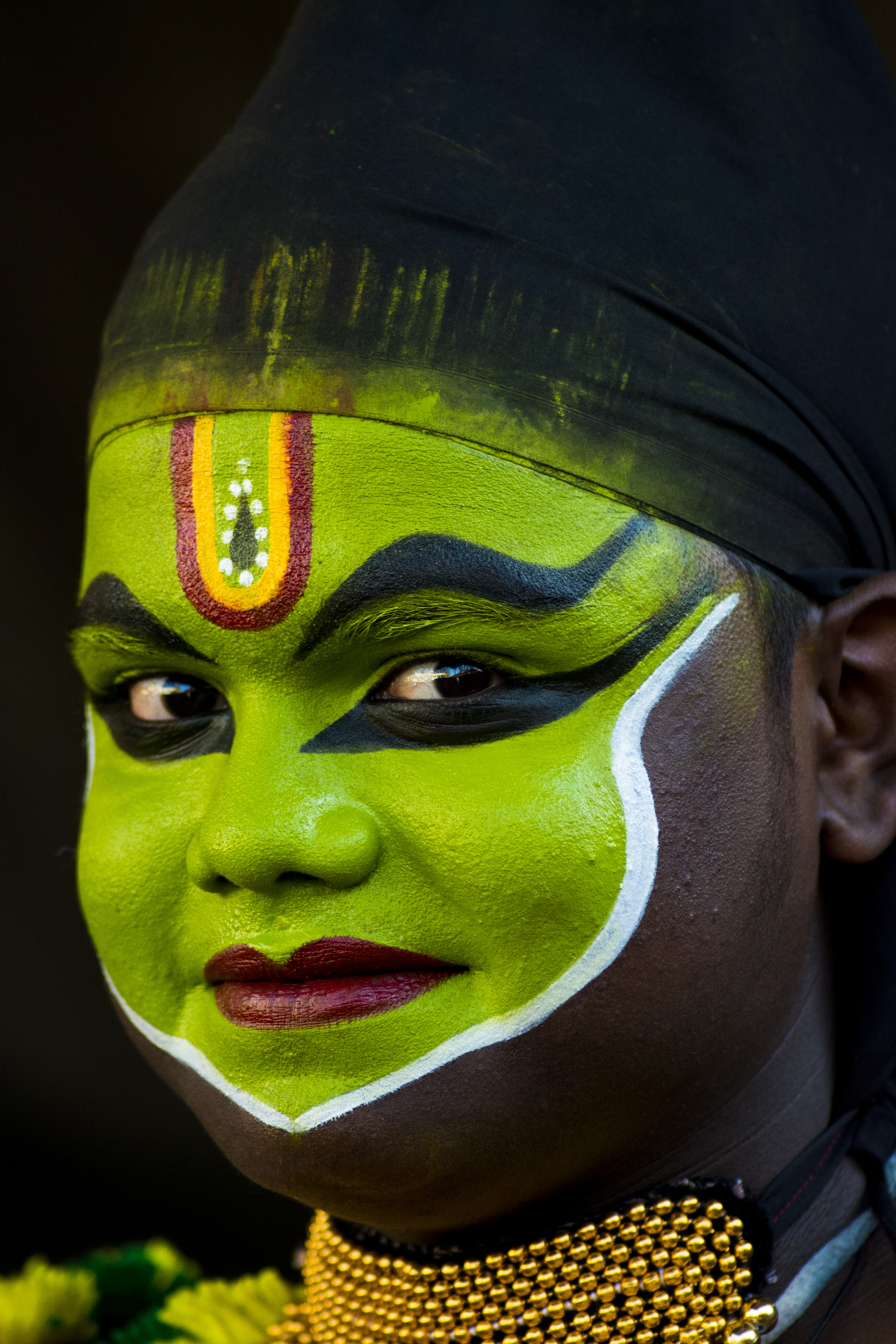
Présentation d'Ottan Thullal, une forme récitée et dansée du Kerala.

La musique du Kerala est très riche et variée, allant de la musique savante, à savoir la musique carnatique, en passant par divers genres, tels que le style folklorique local et les musiques aux influences étrangères amenées par les communautés extérieures (musulmanes et chrétiennes) et les diverses nations qui commercèrent avec la région.
Le kutiyattam, l'un des théâtres sacrés les plus anciens de l'Inde, est né au Kerala. Le kathakali, théâtre dansé, a pris sa forme actuelle au XVIIe siècle. Les représentations peuvent durer toute la nuit et sont très populaires. C'est un art qui requiert une grande concentration et une extrême précision et auquel les artistes se préparent en pratiquant le kalarippayatt, art martial datant du XIe siècle. Le Krishnanattam, semblable au kathakali, est, quant à lui, totalement dédié à l'avatar Krishna et au temple de Guruvayur, il naquit au XVIe siècle sous le patronage des Samuthiris (Seigneurs) de Calicut.
Le Mohiniyattam, signifiant Danse de l’Enchanteresse, est une danse classique emblématique du Kerala dont la pratique est réservée aux femmes. La performance de cet art est directement liés aux récits mythologiques et en particulier au Seigneur Vishnou, connu pour prendre sa forme féminine Mohini afin de combattre les forces du mal.
Certaines communautés sont particulièrement liées aux arts, notamment les Chakyars, les Nambiars et les Iyers venus du Tamil Nadu.
Le théâtre d'ombres, ou Tolpava Koothu,, demeure au Kerala dans la plus pure tradition. Inconnu au nord de l'Inde, cet art a subi dans le sud de multiples avatars : la taille des figurines varie de vingt centimètres au Maharashtra à près de deux mètres en Andhra Pradesh. Seuls le Kerala et l'Orissa ont conservé des silhouettes opaques : ailleurs, elles laissent passer la lumière et la colorent comme des vitraux. Le lien avec le Tamil Nadu est très visible, car les montreurs du Kerala émaillent leurs récits de propos en langue tamoule tirés du Iramavataram, une traduction du Ramayana faite par le célèbre auteur Kamban et qui constitue un des chefs-d’œuvre de la littérature antique tamoule. S'inscrivant à l'origine dans une pratique spirituelle liée à la mythologie, le spectacle est organisé par les temples de la déesse Bhagavati, principalement dans le district de Palakkad qui est le centre majeur de cet art, mais également dans les régions voisines de Thrissur et Malappuram,.

### Arts et fêtes populaires

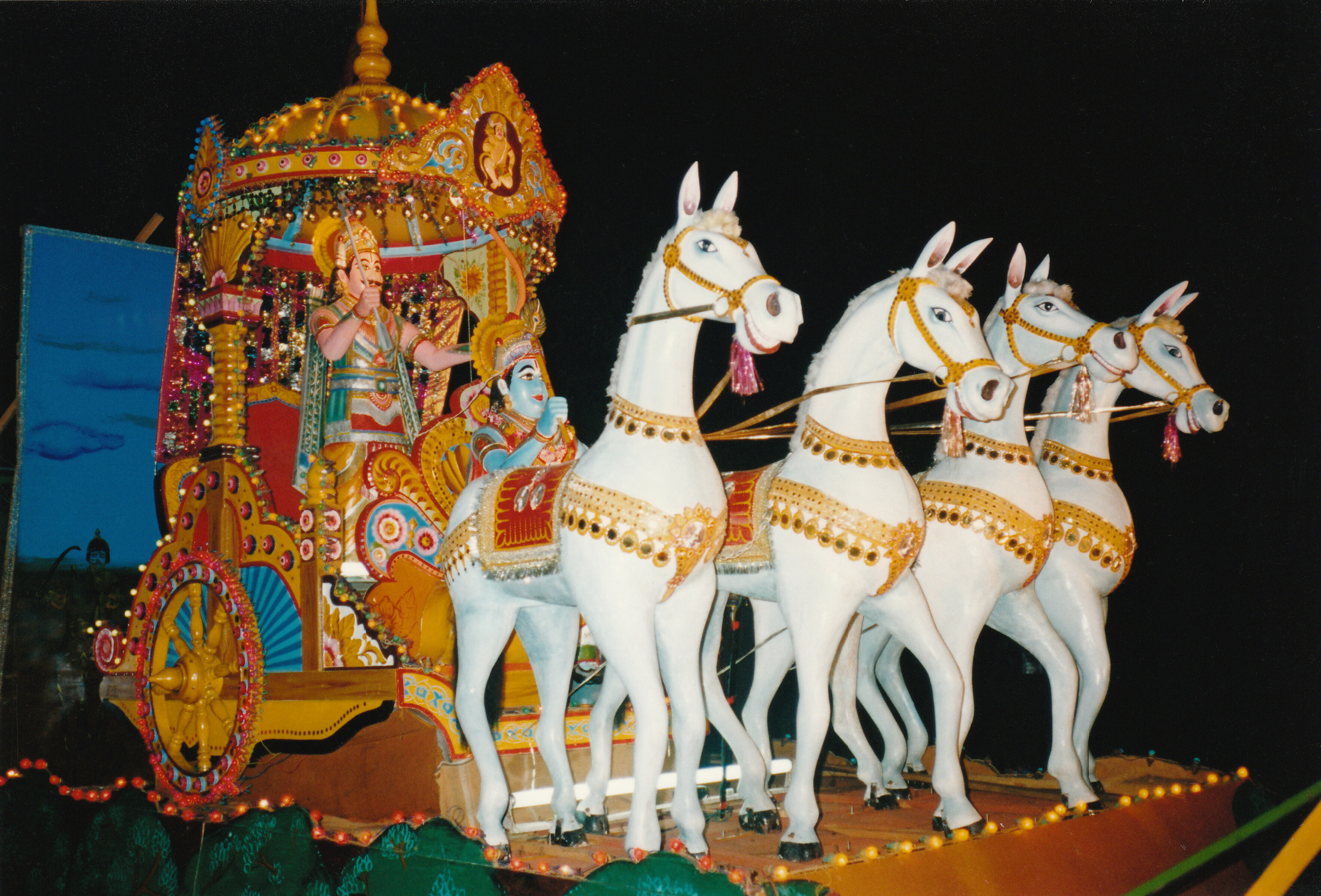
Dieux en procession dans une fête religieuse à Varkala.

De nombreuses fêtes rythment l'année. Onam, la fête des moissons, est célébrée dans tout le Kerala en l'honneur de Mahabali, souverain que l'on honore en organisant des festins, en portant des vêtements neufs et en décorant le seuil des maisons de fresques florales colorées et de tapis de fleurs.
Le pooram est une fête hindoue dont la plus renommée est celle de Thrissur. La parade d'éléphants caparaçonnés et l'orchestre de plus de cent percussionnistes attirent de nombreux dévots et curieux.
La peinture murale est un art dans lequel le Kerala excelle, c'est une des dernières régions d'Inde à préserver des styles picturaux remontant à l'Inde antique et n'ayant pas subi d'influences persanes. Illustrant des scènes mythologiques, on retrouve ces peintures principalement dans les temples et les palais, mais également dans certaines anciennes églises. Aujourd'hui, les artistes proposent leurs œuvres sur de nouveaux supports afin d'en vivre.

### Littérature
Si les premiers textes en malayalam datent du XIIe siècle, c'est au XVIe siècle que Thunchath Ezhuthachan (en), le père de la littérature malayalam moderne, écrivit son œuvre. Aux XVIIe et XVIIIe siècles, le répertoire versifié des pièces du théâtre Kathakali, écrit en malayalam, sanskrit et manipravalam (malayalam littéraire encore mâtiné de tamoul), constitue un style dans lequel se distingue le Nala Caritam d'Unnayi Variyar (Jours d'Amour et d'épreuve, l'histoire de Nala). Le XIXe siècle est une période de renaissance avec les écrivains Chandu Menon (en), auteur du « premier roman malayalam » Indulekha et C.V. Raman Pillai (en).
Actuellement la littérature kéralaise s'écrit en malayalam et en anglais. Parmi les nombreux auteurs, les œuvres de ceux-ci sont accessibles en français.

#### Shashi Tharoor
Journaliste, diplomate à l'ONU (1978-2007) et secrétaire d’État aux Affaires étrangères (mai 2009-avril 2010), Shashi Tharoor écrit en anglais :
- Le Grand Roman indien (The Great Indian Novel), 1989[41] ;
- Le Sourire à 5 dollars et autres nouvelles (The Five Dollar Smile and Other Stories), 1990[42] ;
- Show business, 1992[43] ;
- L'Émeute (The Riot), 2001[44].

#### Anita Nair
Après avoir travaillé dans la publicité, Anita Nair se consacre entièrement à l'écriture en anglais :
- Un homme meilleur (The Better Man), 2003[45] ;
- Compartiment pour dames (Ladies Coupé), 2003[46] ;
- Le Chat karmique (Satyr of the Subway & Eleven Other Stories), 2005[47] ;
- Les Neuf visages du cœur (Mistress), 2006[48] ;
- Quand viennent les cyclones (Lessons in forgetting), 2010[49] ;
- L'Inconnue de Bangalore (Cut-like Wound), 2013[50].

#### Arundhati Roy
Arundhati Roy est une militante pacifiste et écologiste dont le seul roman, Le Dieu des Petits Riens (The God of Small Things), écrit en anglais, a reçu le Booker Prize en Grande-Bretagne, l'équivalent du prix Goncourt.

#### Vaikom Muhammad Basheer
Vaikom Muhammad Basheer (1908-1994), romancier et nouvelliste, écrivait en malayalam. Un des écrivains les plus lus et les plus aimés de sa génération.
- Grand-Père avait un éléphant (ntuppuppakkoraanentaarnu), 2005[52].
- Les Murs et autres histoires (d'amour) (Matilukal) (et autres), 2007[53].
- Le Talisman (nouvelles) (Mantracharaatu) (et autres), 2012. La traductrice de cette œuvre, Dominique Vitalyos, a reçu le grand prix de la traduction de la ville d'Arles 2012[54].

#### Kamala Das
Kamala Das (1934-2009) était également connue sous le nom de Madhavikutti (nom d'auteur en malayalam), puis de Kamala Suraiyya, dans les dernières années de sa vie, après sa conversion à l'islam. Poète et romancière, elle écrivait en anglais et en malayalam.
- L'Histoire de ma vie (My Story), 1999[55].
- Le Témoin, 1999[56].

#### O.V. Vijayan
O.V. Vijayan (1930-2005), romancier, nouvelliste et caricaturiste de presse, écrivait en malayalam. Il a parfois traduit ses propres œuvres en anglais. Son premier roman, écrit en 1969, a ouvert une voie nouvelle aux écrivains malayali(s) et connu un immense succès au Kerala.
- Les légendes de Khasak (khasaakkinte Itihaasam), 2004[57]

#### Maniyambath Mukundan
Né à Mahé, Maniyambath Mukundan écrit en malayalam.
- Sur les rives du fleuve Mahé (Mayyazhi puzhayute Theerangalil), 2002[58].

### Cinéma
Le premier film kéralais est réalisé en 1928. De même que le cinéma bengali, la production kéralaise se distingue par ses préoccupations sociales et son engagement politique. Elle peut être rapprochée du néoréalisme. L'âge d'or de la Nouvelle vague kéralaise commence dans les années 1970 avec Adoor Gopalakrishnan dont le premier film, Swayamvaram (1972), permet au cinéma kéralais d'émerger sur la scène internationale. Suivent Elipathayam (1981), Mukhamukham (1984), Anantharam (1987) Mathilukal (1989)... Les films réalisés à la fin des années 1980 et au début des années 1990 sont remarquables par la qualité de la réalisation, l'attention portée au scénario, la finesse de la narration de la vie de tous les jours, la recherche dans la musique, sans exclure l'humour. Perumthachan (1990), d'Ajayan marque également cette période. Pendant les années 1990 on voit se développer une production à mi-chemin entre le cinéma d'auteur et le cinéma commercial avec des films tels que Oru Vadakkan Veeragatha (1989) et Sargame (1992) de T. Hariharan, Kireedam (1989) et His Highness Abdullah (1990) de Sibi Malayil et Amaram (1991) de Bharathan. De la fin des années 1990 à maintenant, la qualité du cinéma kéralais a décliné et la production est majoritairement destinée au divertissement. Il y a quelques notables exceptions telle Swaham (1994) de Shaji N. Karun, premier film kéralais à concourir au Festival de Cannes. Le cinéma kéralais a été, et reste dans une moindre mesure, un cinéma intellectuel et novateur qui forme d'excellents professionnels qui, reconnus, partent travailler pour les studios de Bombay, de Madras ou de Hollywood tels Priyadarshan (réalisateur), Santosh Sivan (directeur de la photographie et réalisateur), Sabu Cyril (décorateur) ou encore Resul Pookutty, lauréat en 2009 de l'Oscar du meilleur mixage de son pour Slumdog Millionaire.
Depuis 1996, se déroule à Thiruvananthapuram, le Festival international du film du Kerala. L'exigence de qualité des différentes sections, fiction, documentaire, long métrage, film court, lui ont permis d'intégrer dans son jury des personnalités du cinéma mondial telles qu'Agnieszka Holland (réalisatrice d'origine polonaise), Bertrand Tavernier (réalisateur français), Mohsen Makhmalbaf (réalisateur iranien) ou Alain Jalladeau (directeur du Festival des trois continents de Nantes).

## Tourisme

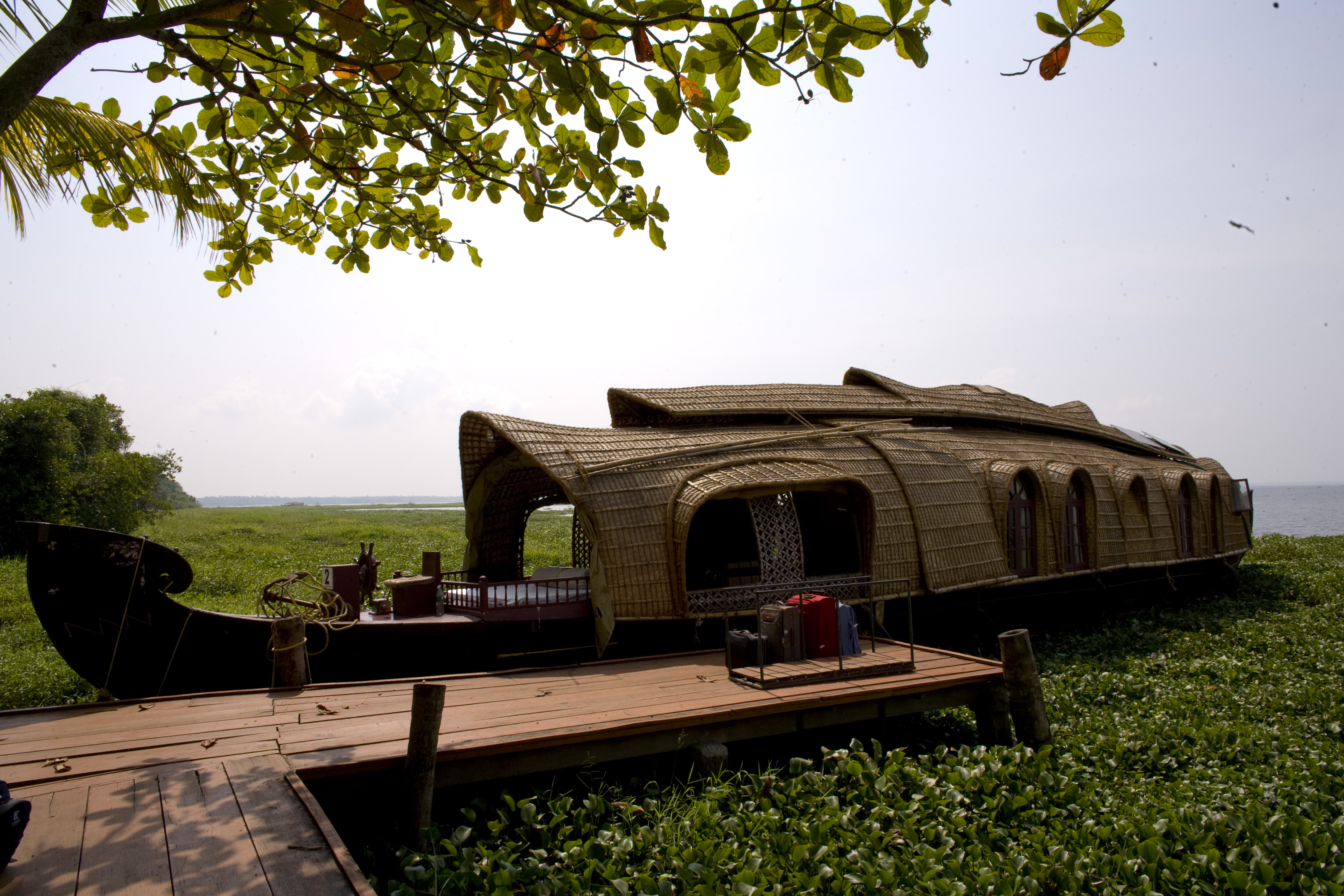
Houseboat sur les Backwaters.

La variété des paysages, le climat, la richesse du patrimoine et la beauté de certains sites font du Kerala une destination touristique recherchée.
La longue côte kéralaise abrite de nombreuses et très belles plages parmi lesquelles on peut citer Kovalam à 16 km au sud de Thiruvananthapuram ou Varkala. Les stations de montagne, telles Munnar ou Nelliampathi, développées par les colons britanniques qui venaient entre autres s'y réfugier pour échapper à la fournaise de l'été, sont toujours appréciées. L'abondance et la qualité de la flore et de la faune retiennent également l'attention.
Les backwaters, la « Venise du Kerala », attirent un nombre important de touristes, auxquels sont proposés des croisières sur des bateaux aménagés, les kettuvallams ou house boats. Des courses de chundan vallams ou snakes boats (bateaux-serpents) y sont organisées lors des fêtes d'Onam en août ou septembre : des bateaux en bois de trente mètres de long dans lesquels une centaine de rameurs prennent place, s'affrontent dans un spectacle impressionnant qui attire les foules.
Le patrimoine architectural kéralais se caractérise par une utilisation importante du bois dans les bâtiments traditionnels. Le palais de Padmanabhapuram, ancienne résidence du raja de Travancore, bien que situé au Tamil Nadu, est administré par l'État du Kerala. On peut citer aussi le palais de Krishnapuram pour ses peintures murales ou le temple de Peruntirukoilappan représentatif de l'architecture religieuse.
Kochi, avec sa vieille ville pleine de charme et ses alignements de filets de pêche au carrelet d'origine chinoise, recèle de nombreux édifices remarquables dont le palais Mattancherry, la synagogue Paradesi et l'église Saint-François, la plus ancienne d'Inde.
Le tourisme médical se développe depuis quelques années.
Le tourisme a pris son essor au Kerala dans les années 1980. Actuellement c'est un secteur important de l'économie qui représente 6,3 % du PIB, a un taux de croissance de 13 % et emploie 700 000 personnes. En 2005, le Kerala a accueilli près de 7 millions de touristes dont 350 000 étrangers, essentiellement de novembre à mars.

## Galerie

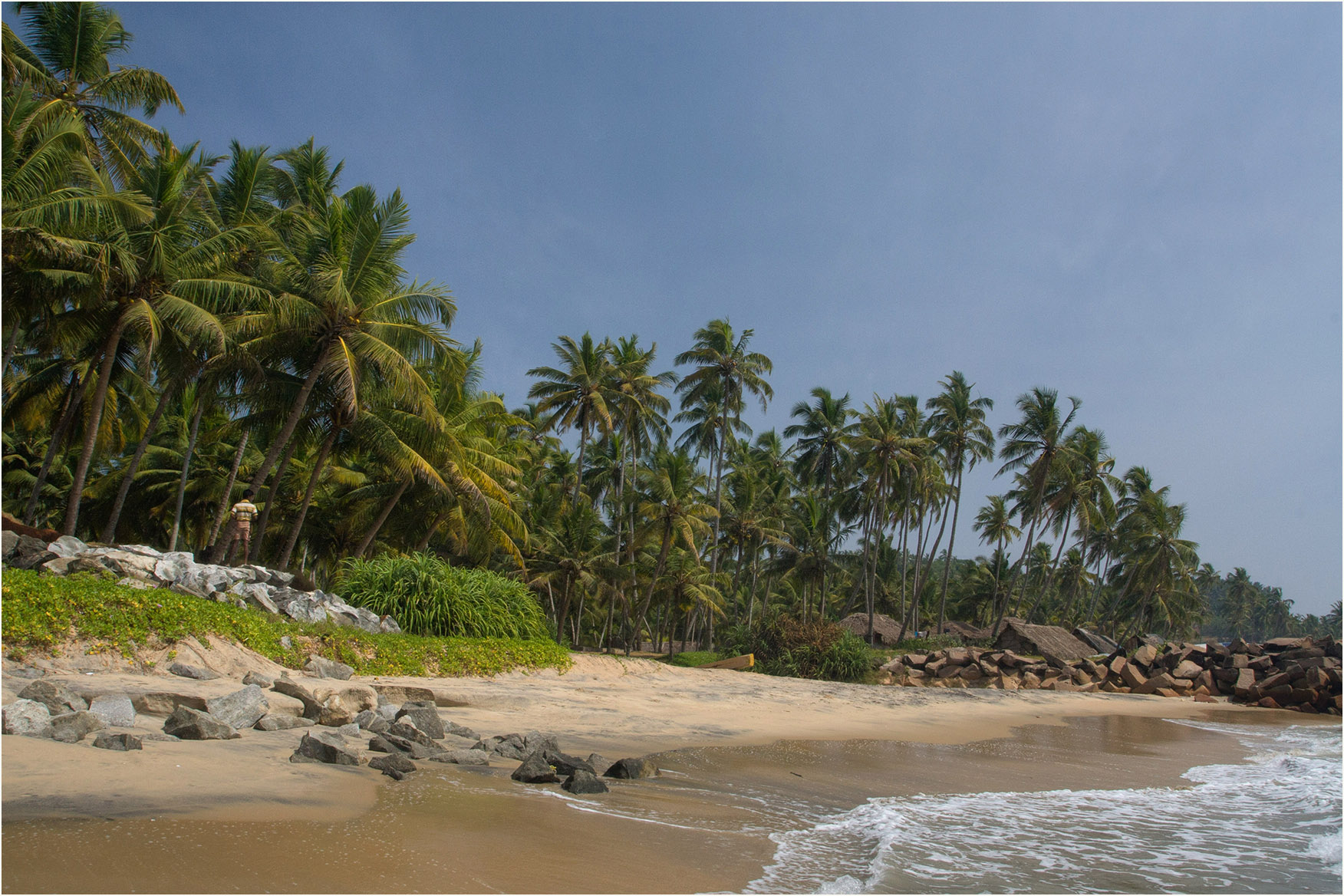
Une plage sur la côte de Malabar, dans le Travancore, près de la cité de Varkala. Celle-ci est à la fois lieu de pèlerinage hindou et une station balnéaire.
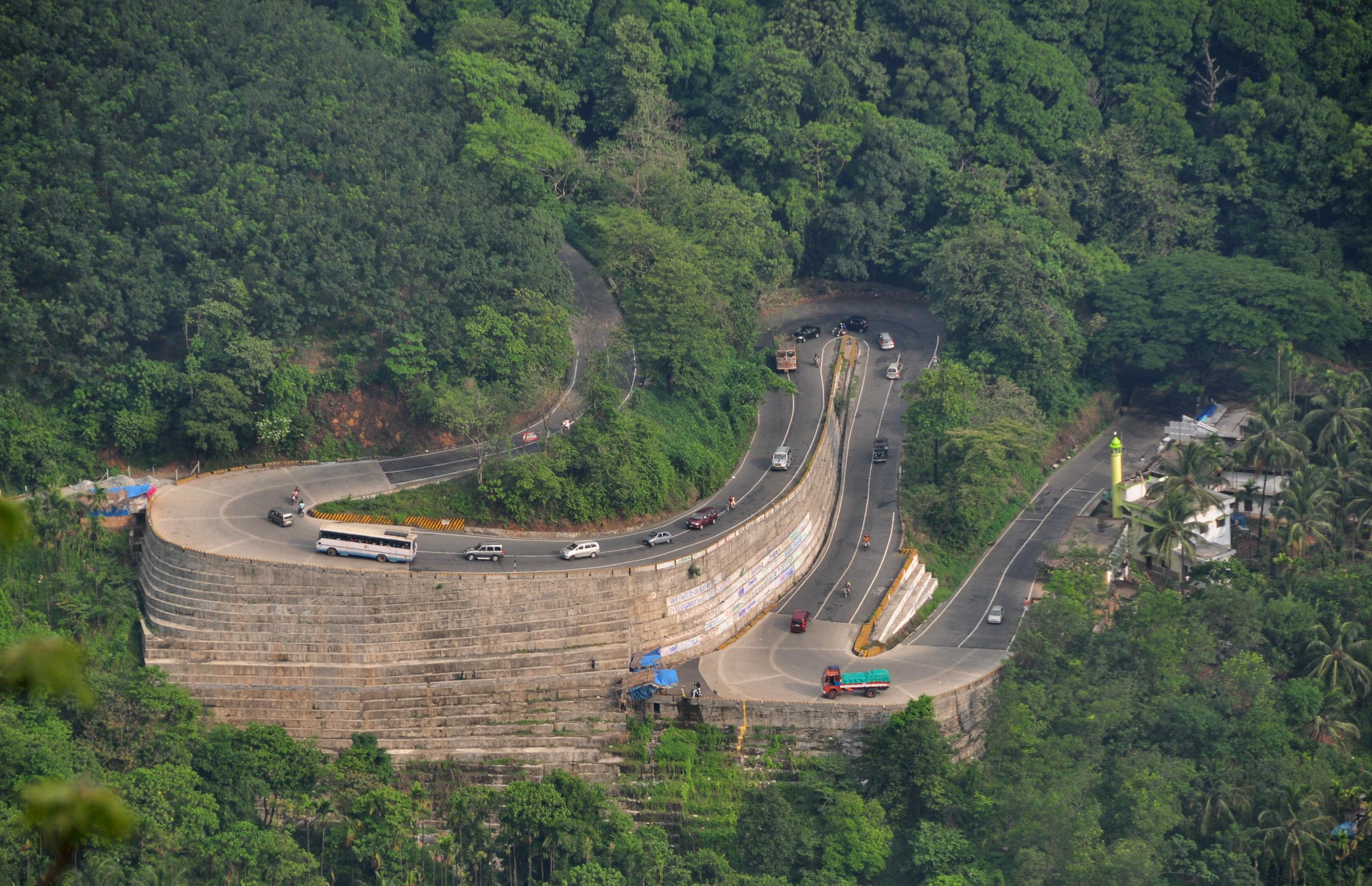
Virages en lacet sur le col routier de Thamarassery Churam, entre Calicut et le district de Wayanad, vers 1 000 m d'altitude. L'État est relativement enclavé par le relief.
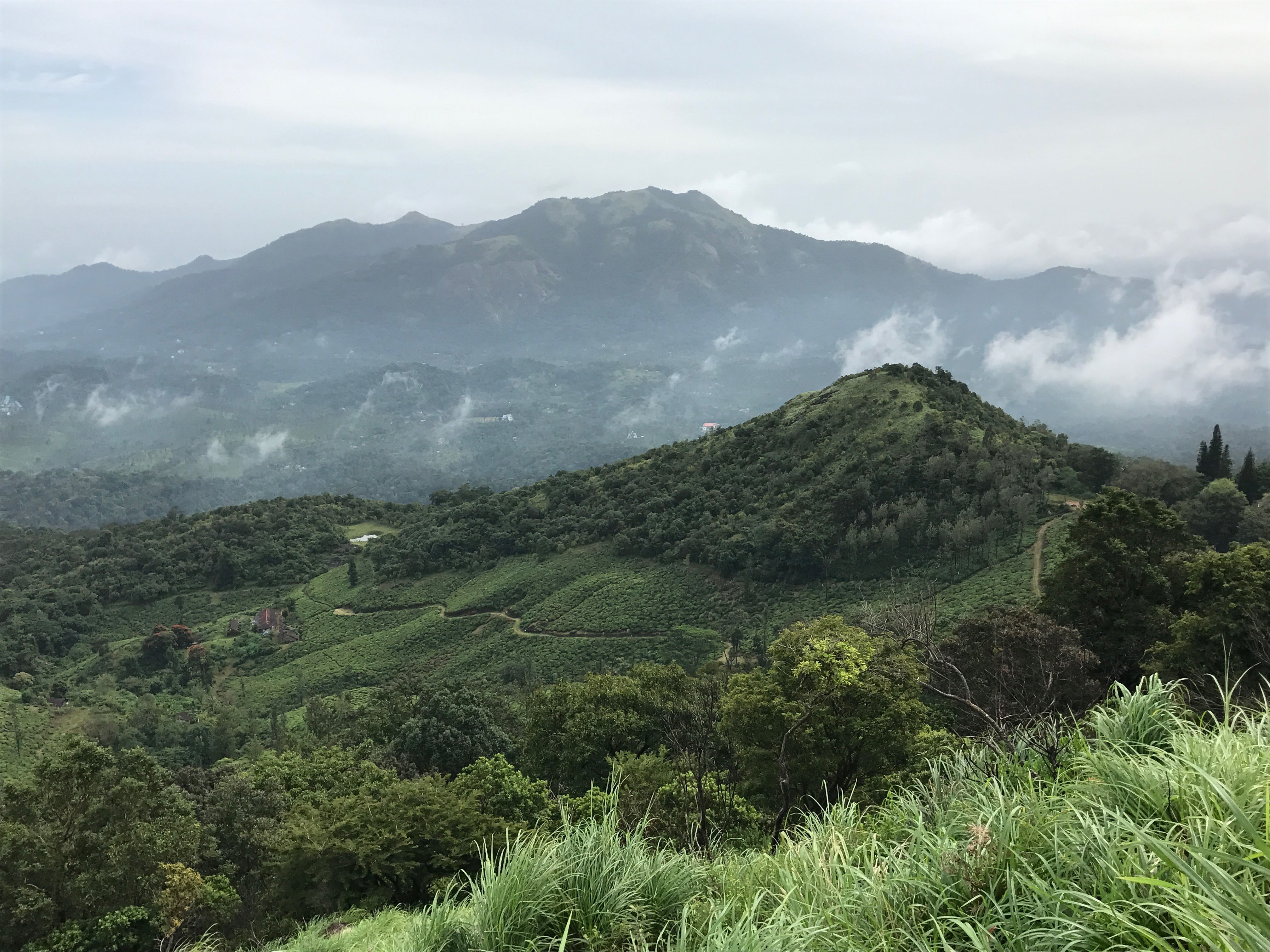
Plantation de thé et forêts au Wayanad. Une région frontalière au Coorg et aux Nilgiris, située sur le versant Est des Ghats occidentaux.
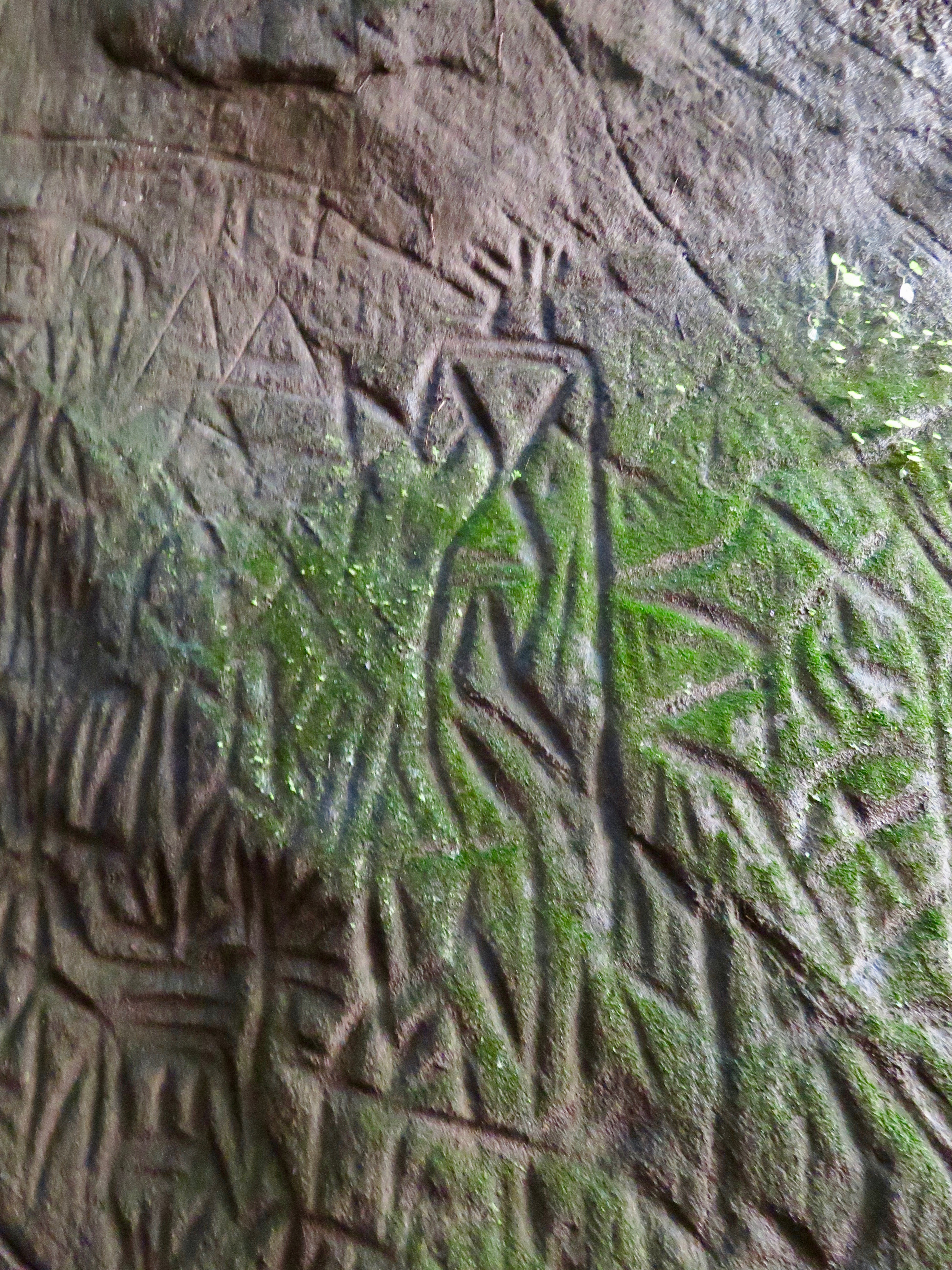
Pétroglyphes des grottes d'Edakkal, datés surtout du néolithique.
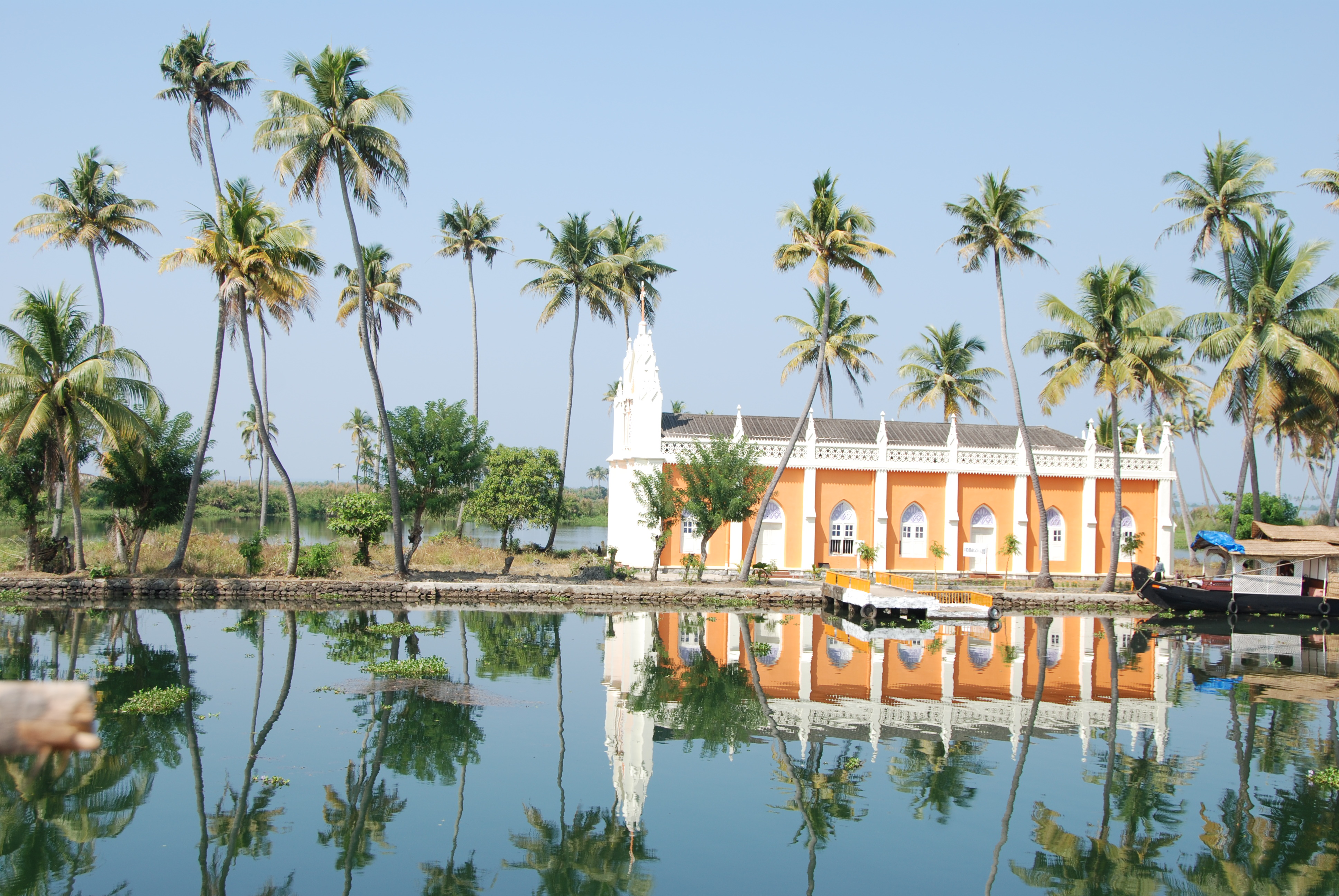
Une église catholique orientale dans les Backwaters, au Kuttanad. Une région de culture intensive, gagnée sur les eaux par poldérisation.
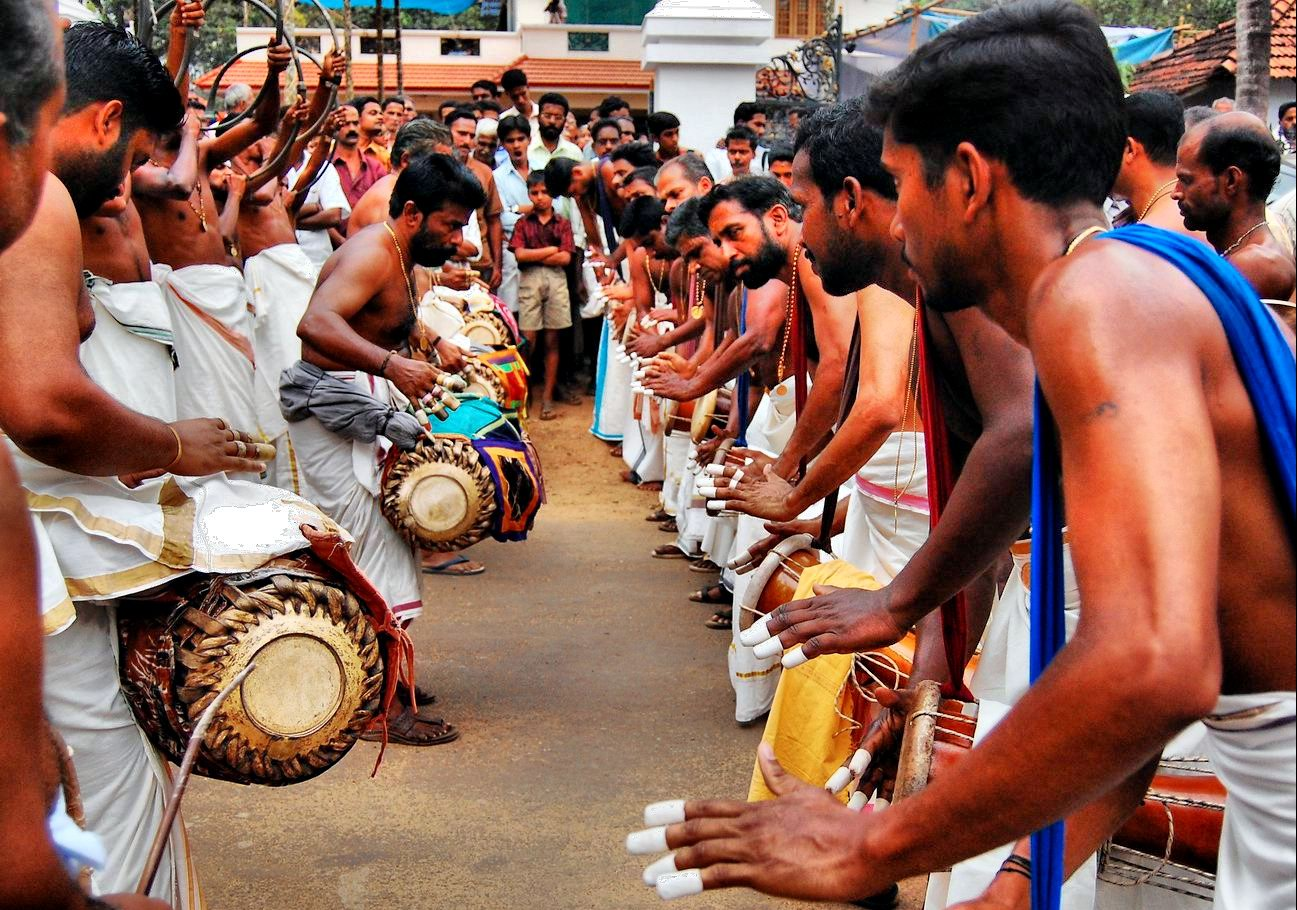
Un orchestre Panchavadyam lors d'une célébration religieuse.
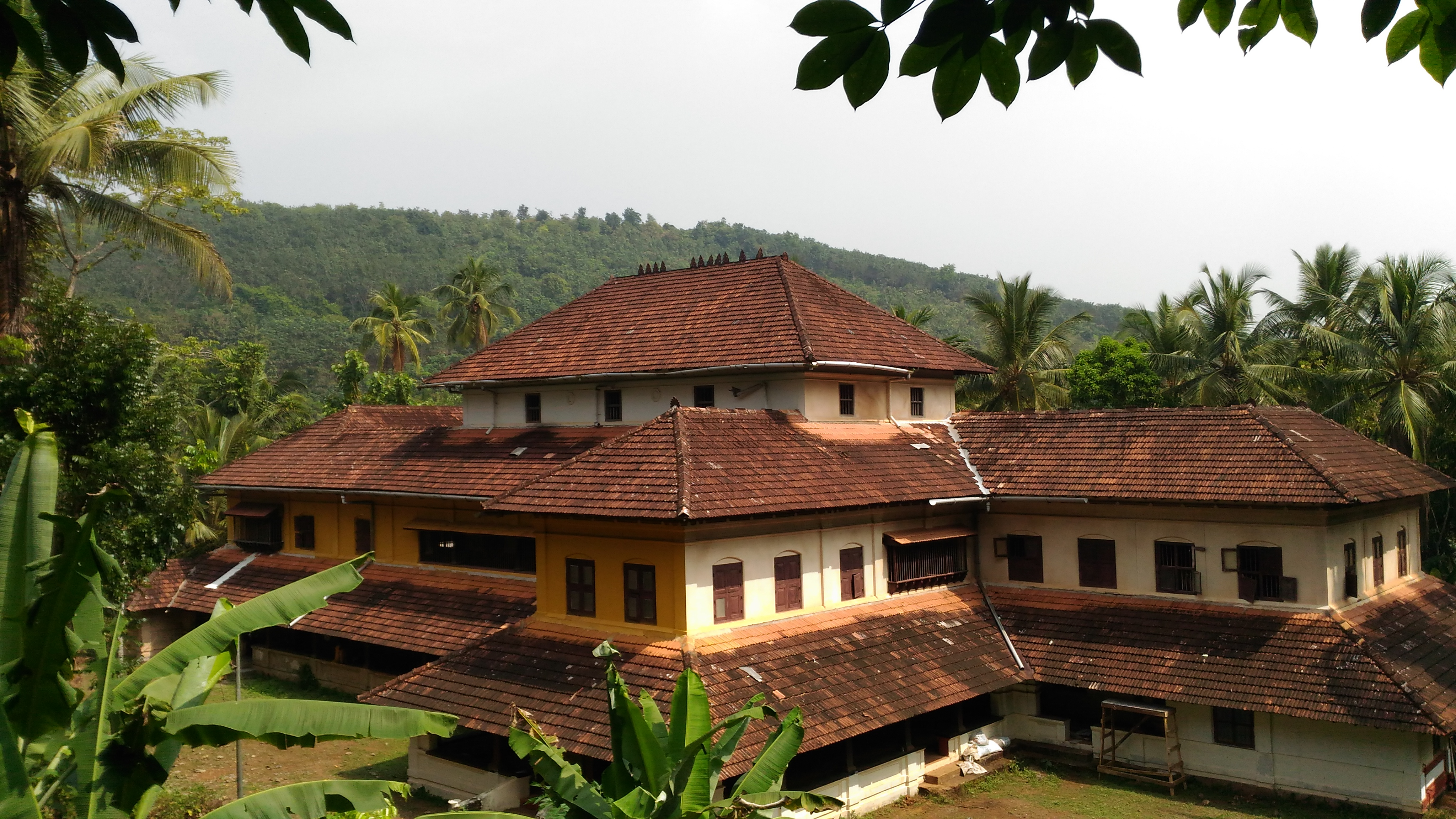
Le Kalyana Bhavanam dans le district de Kasaragod. Un bâtiment typique des grands manoirs keralais.
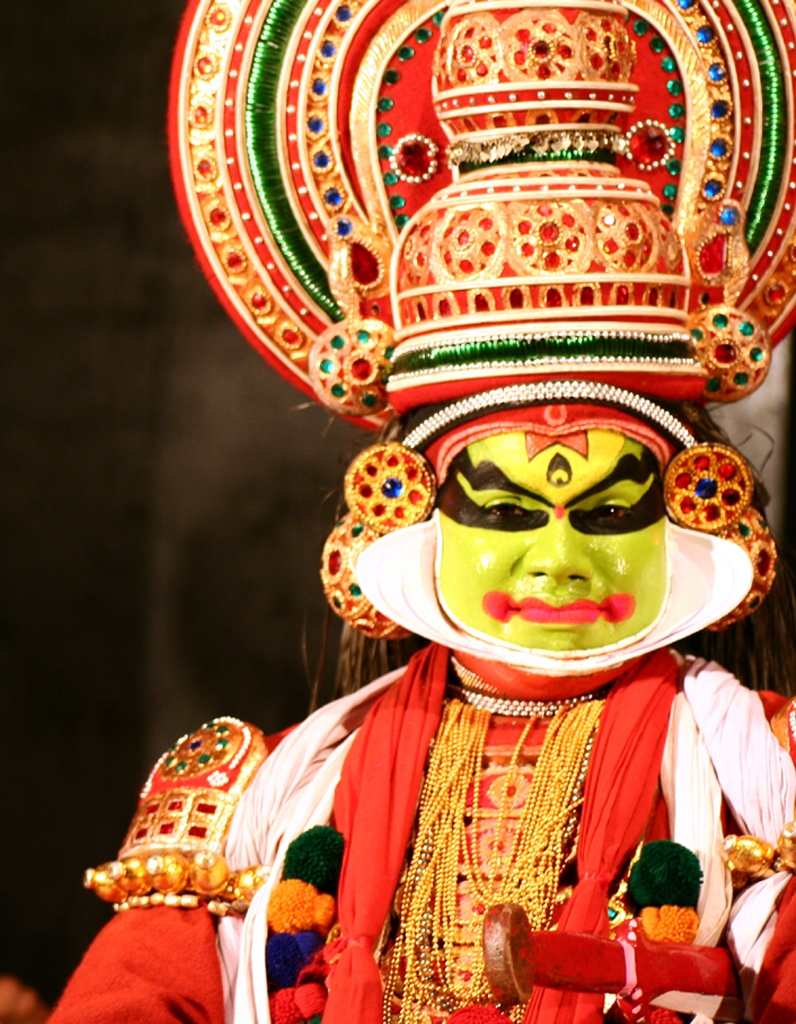
Acteur de Kathakali en rôle pachcha.
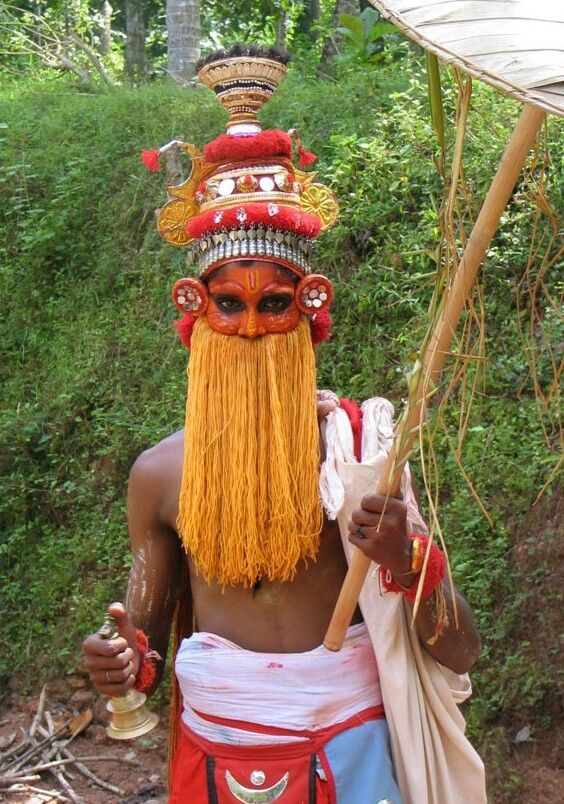
Onappottan, folklore d'Onam.
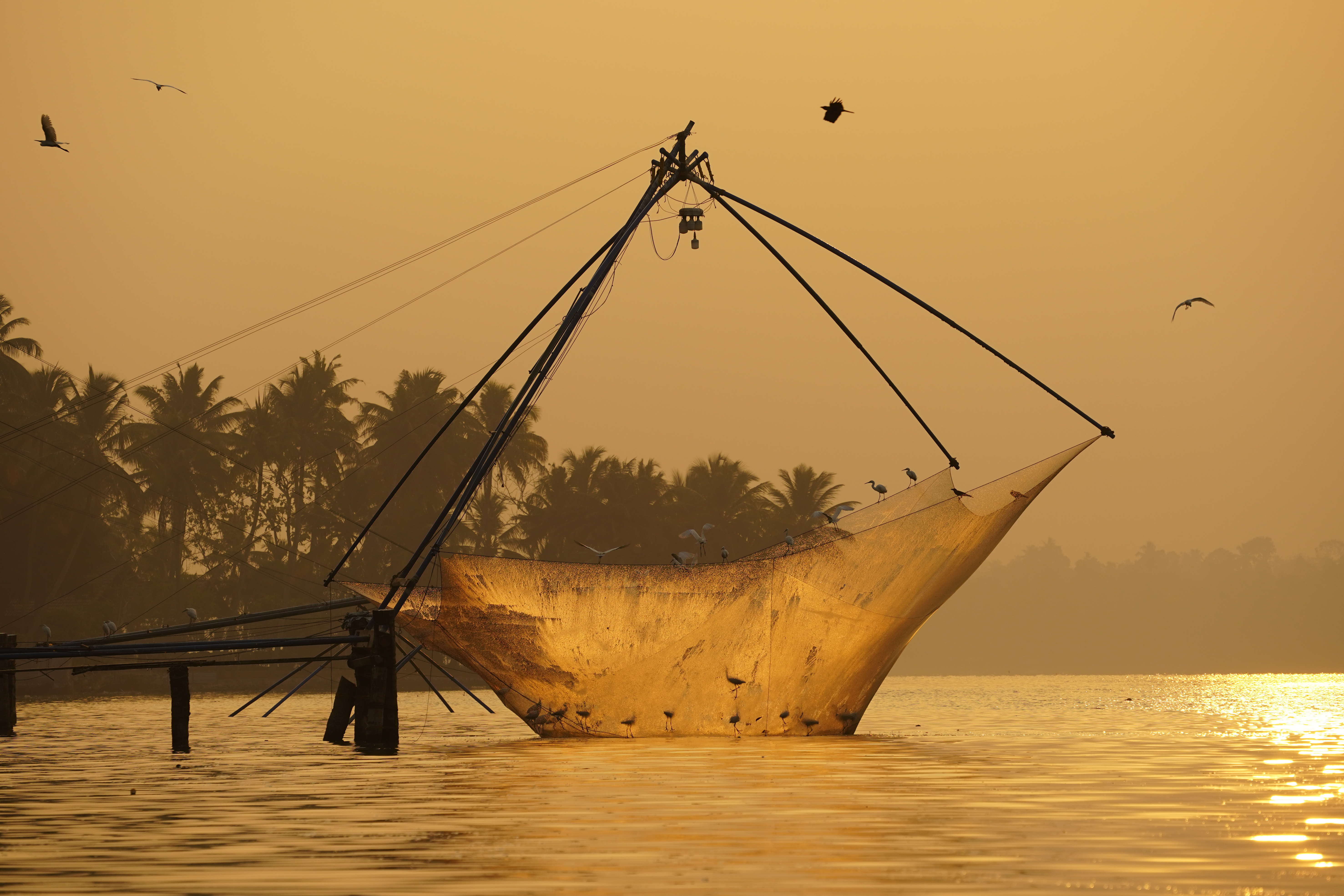
Un carrelet chinois abaissé sur le lac Ashtamudi, au lever du jour dans la région de Quilon.
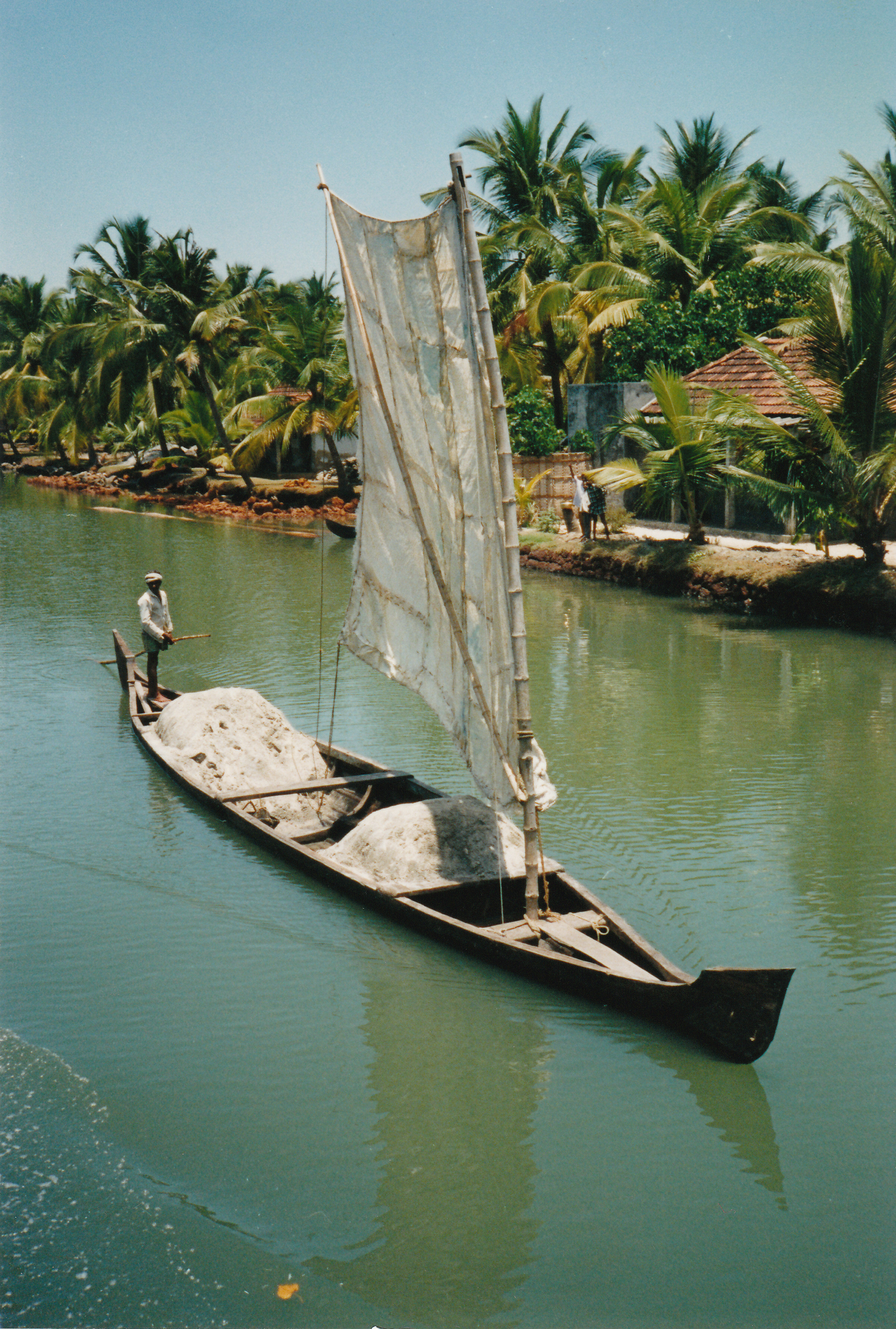
Transport de marchandises (Backwaters).
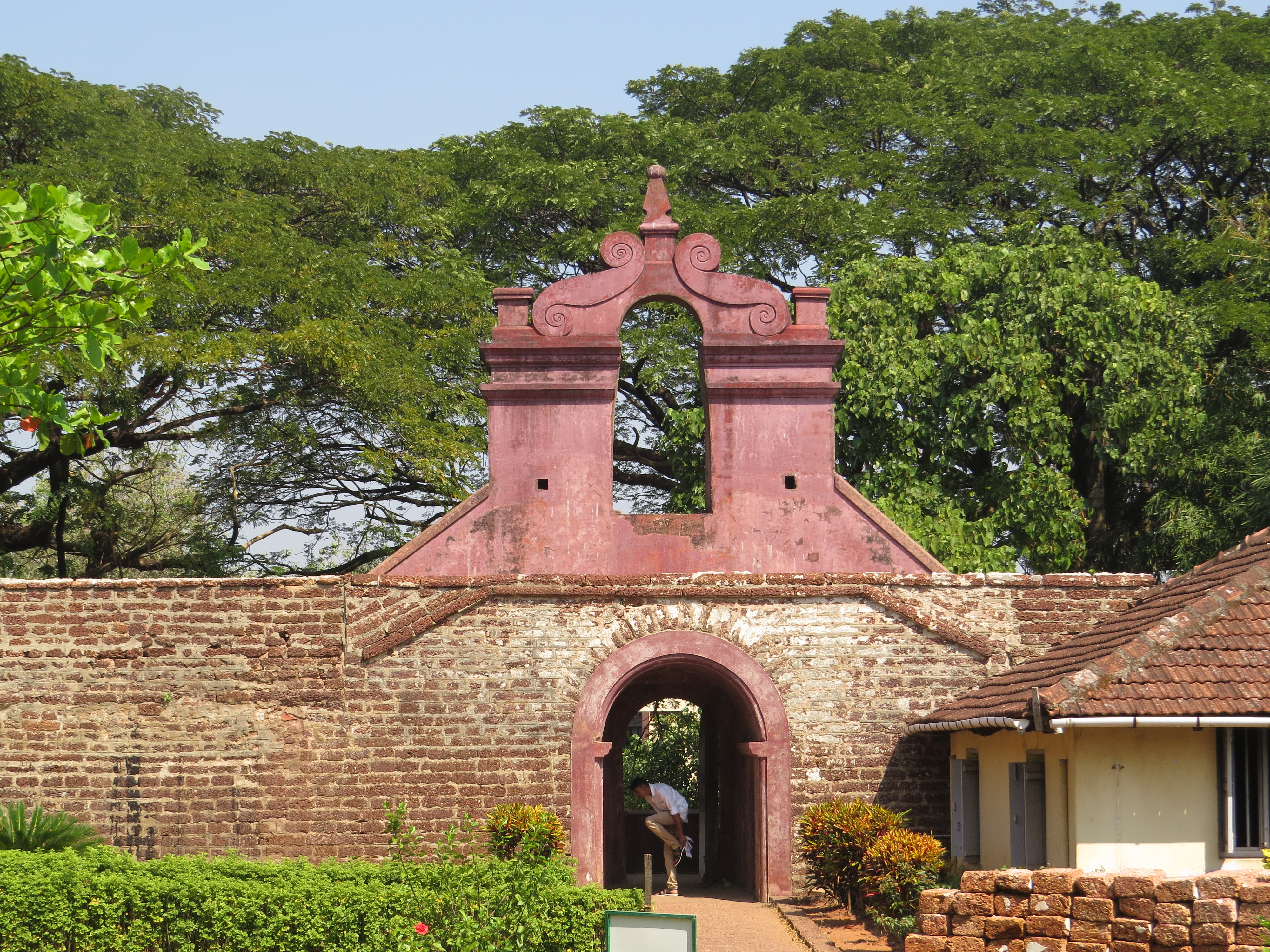
Une porte dans le fort de Tellicherry, un ancien grand port sur la Route des Épices.
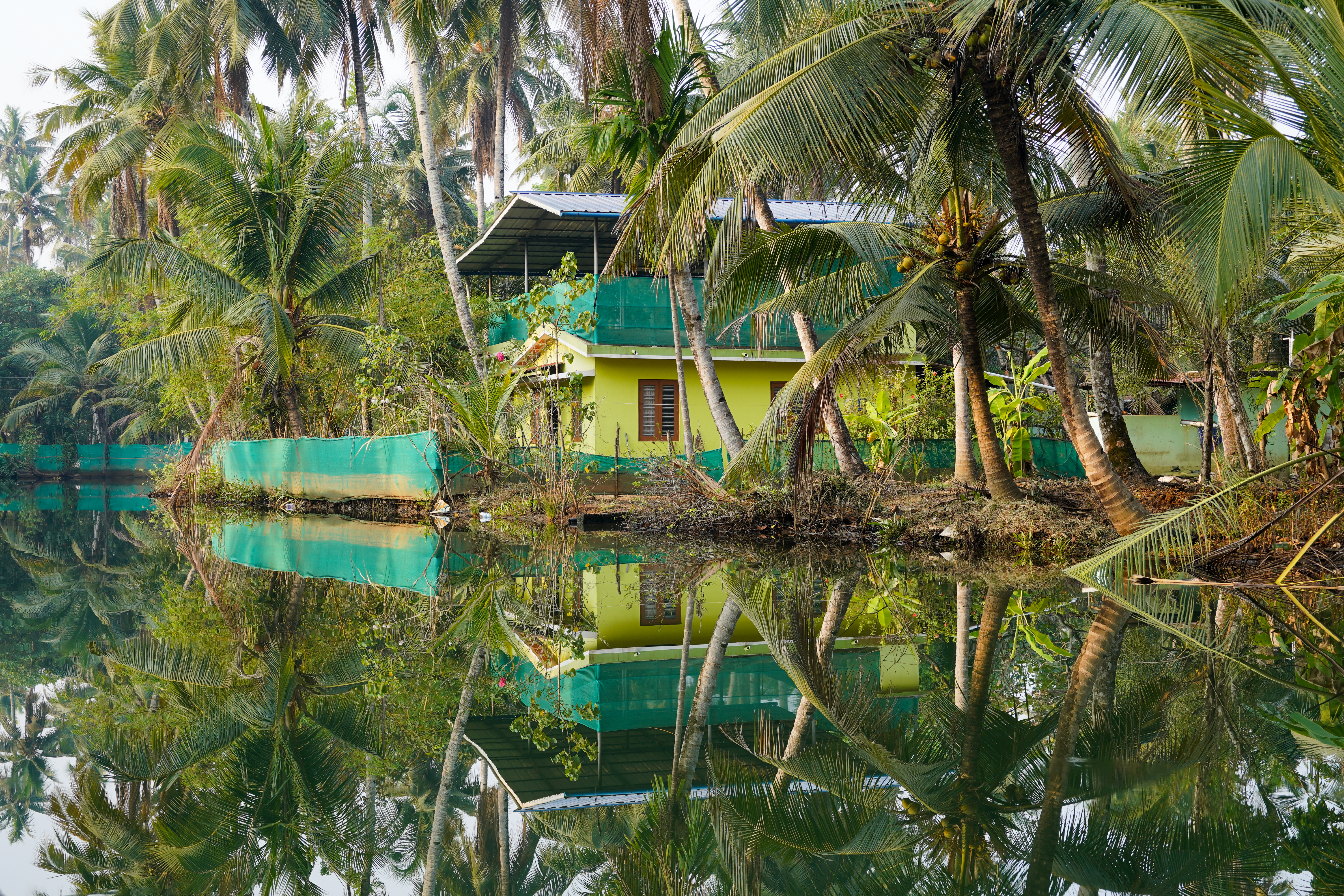
Une maison au bord d'un canal, sur Munroe Island. La population est concentrée le long du littoral.
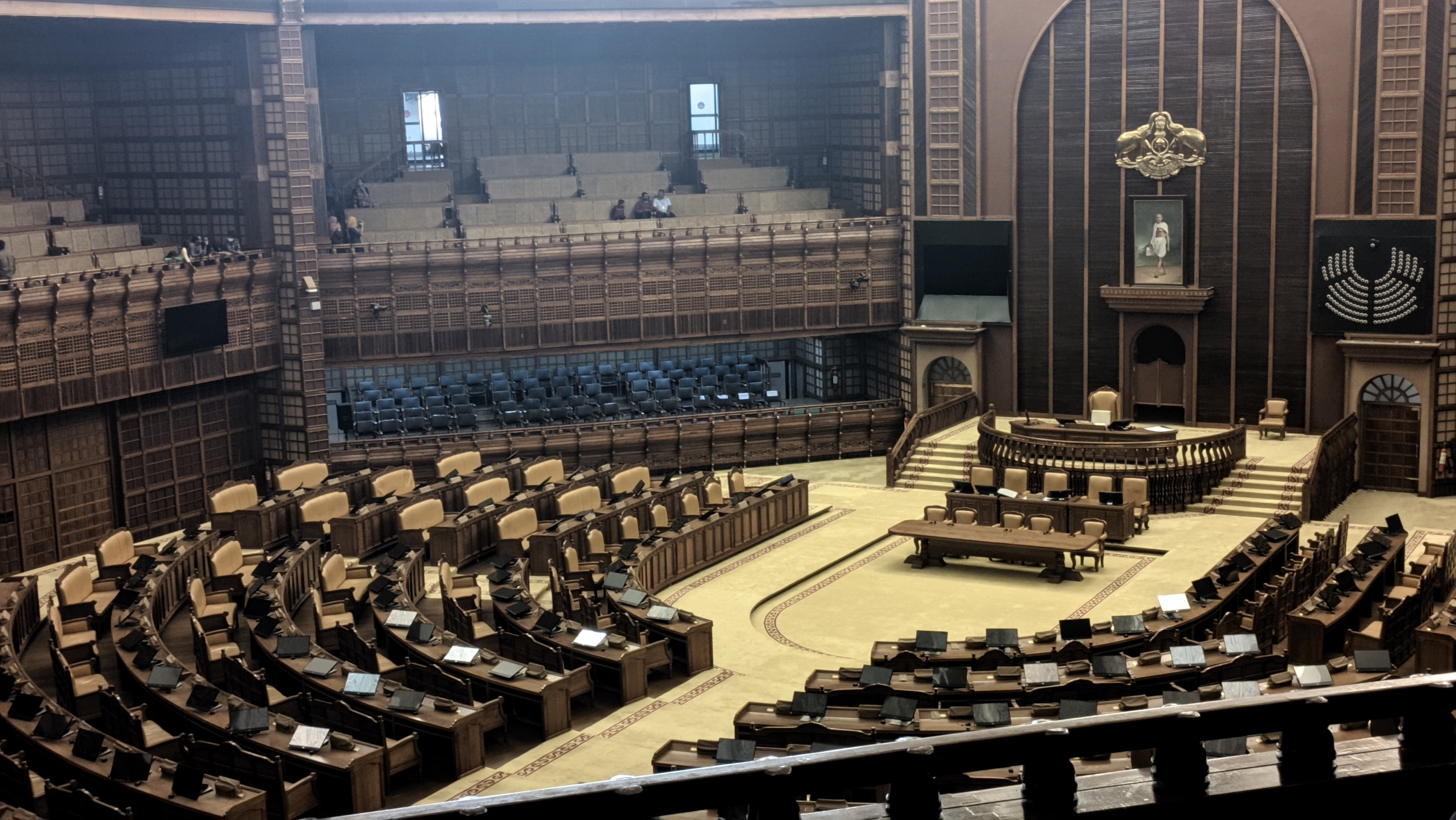
L'assemblée législative de l'État de Kerala ou Nyamasabha. Un bâtiment moderniste inspiré par l'architecture vernaculaire.
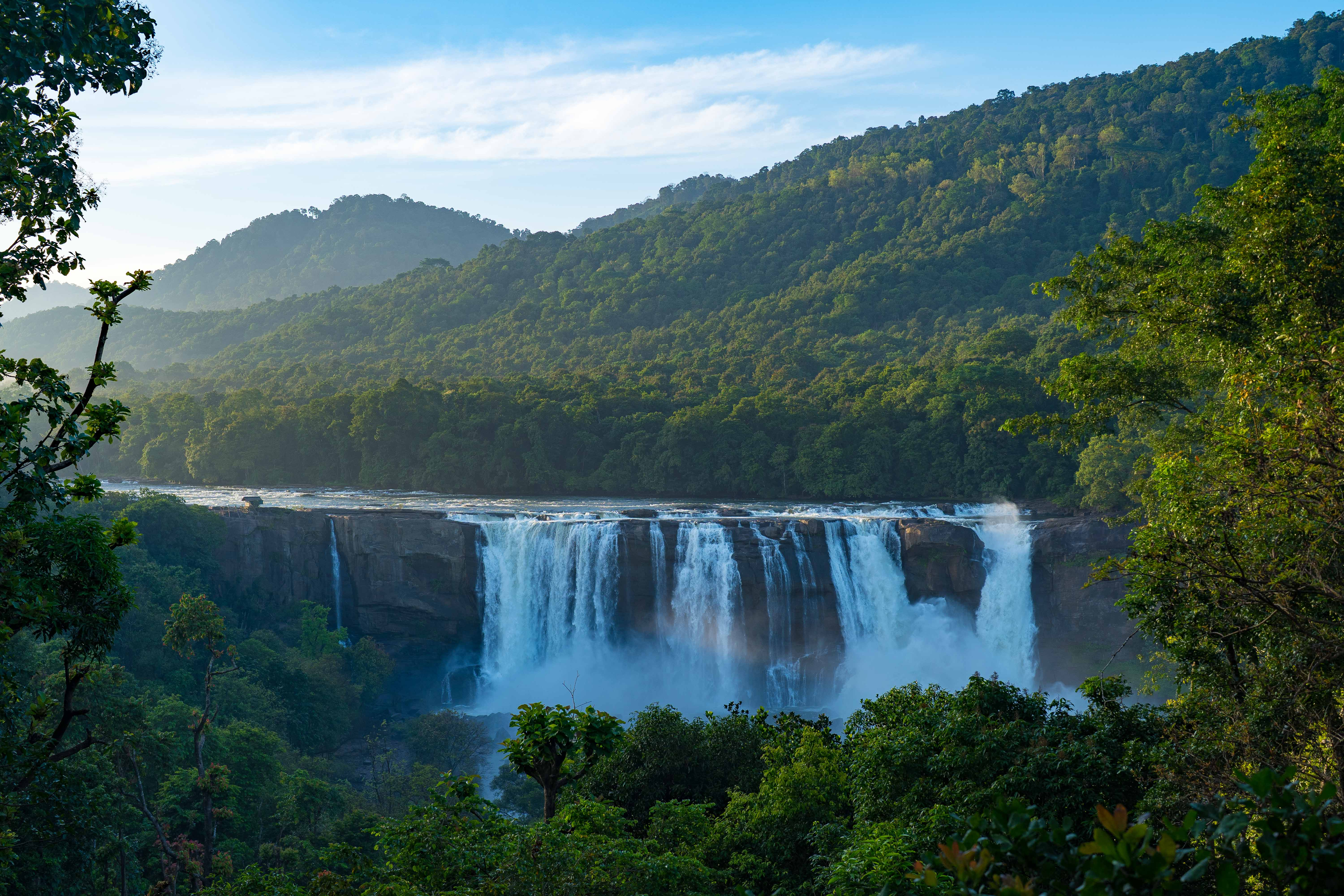
Les chutes d'Athirappilly, formées par le Chalakudy. C'est un lieu de tournage iconique du Kerala.

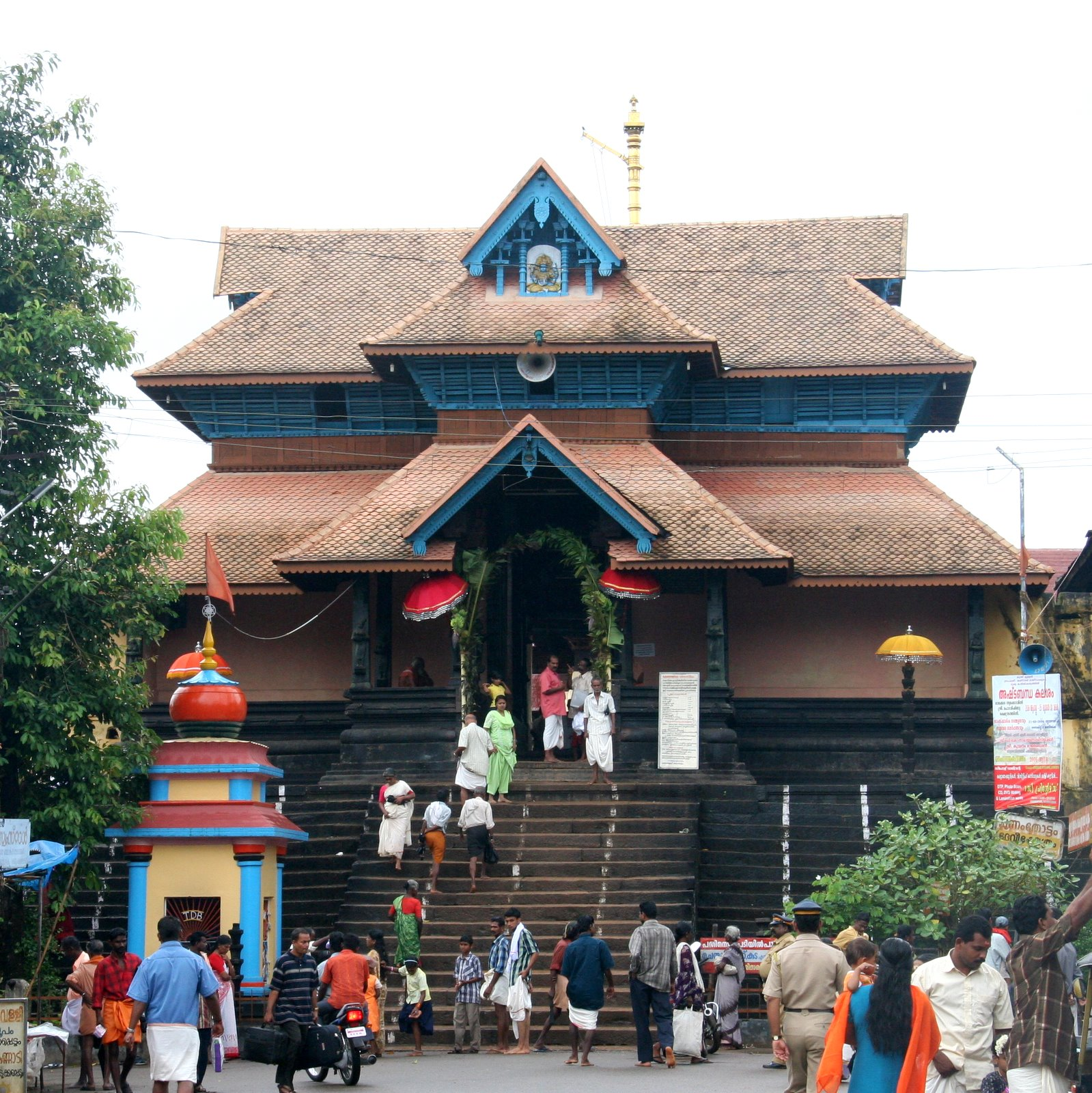
Gopuram de style keralais au temple de Parthasarathy (Krishna) à Aranmula.
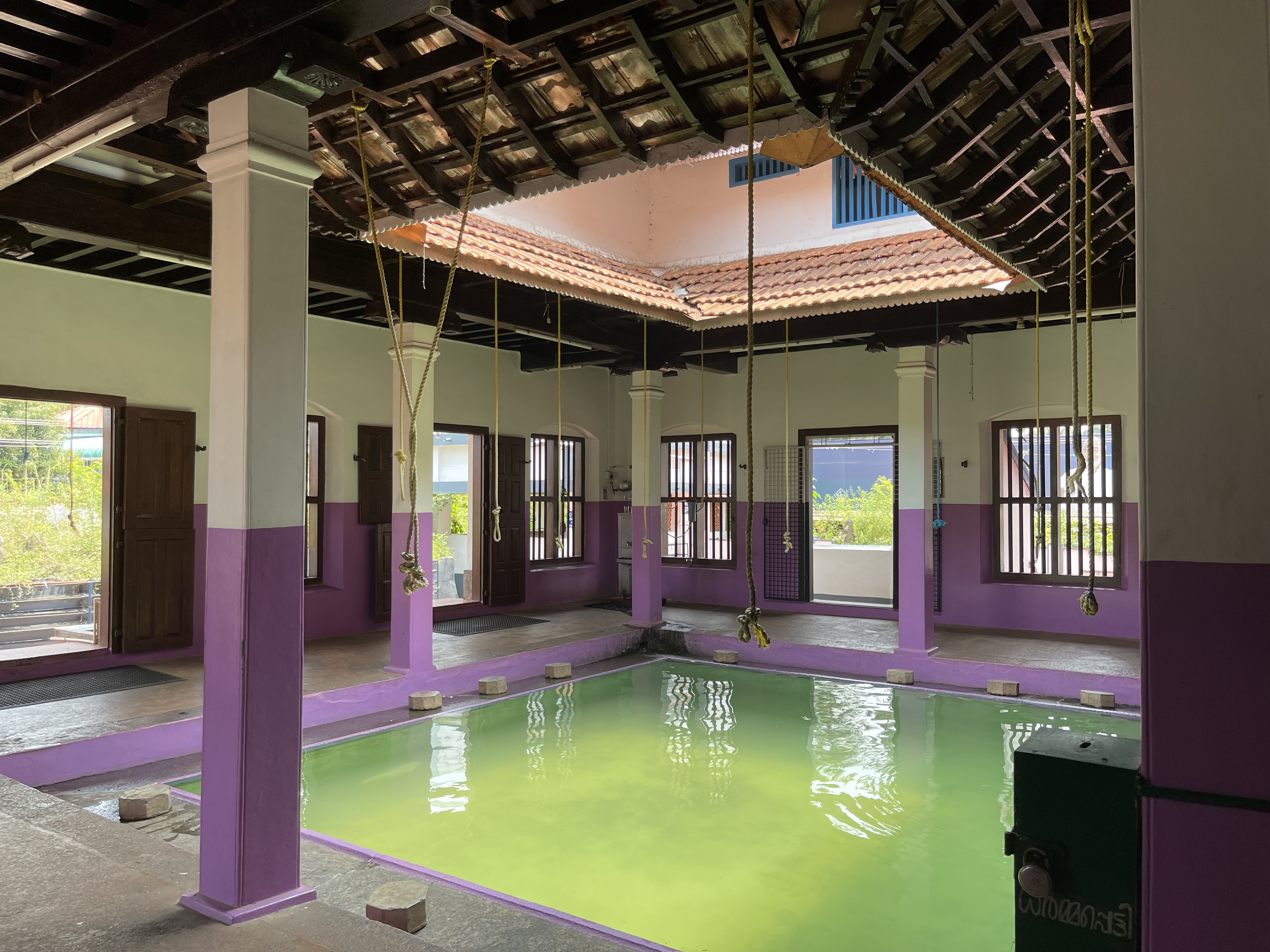
Salle d'ablution du Jumath Palli de Ponnani, dans le district de Malappuram. Construite au XVIe siècle.
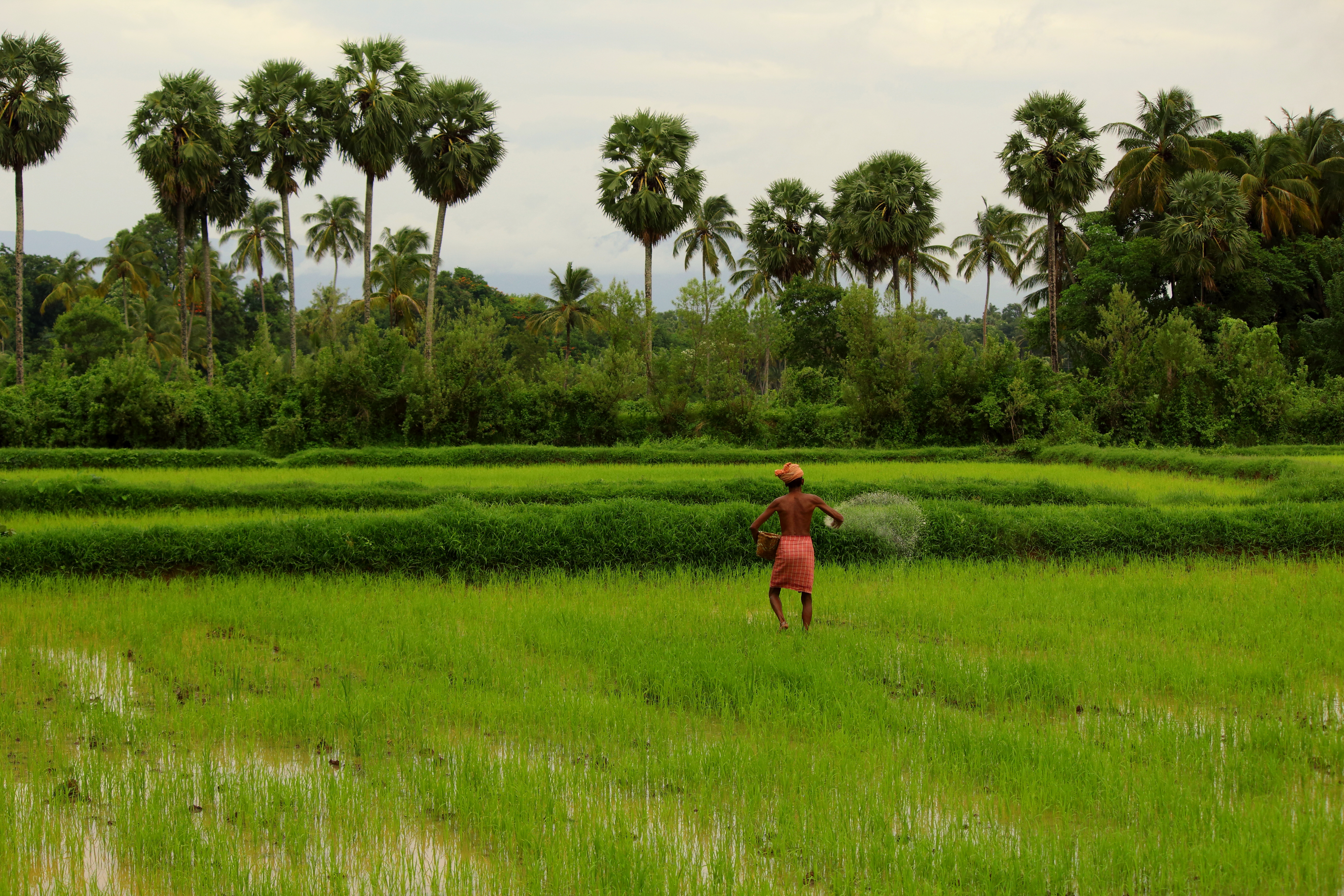
Contigu aux plaines du Tamil Nadu par la trouée de Palghat, le district de Palakkad est un des greniers à riz du Kerala.
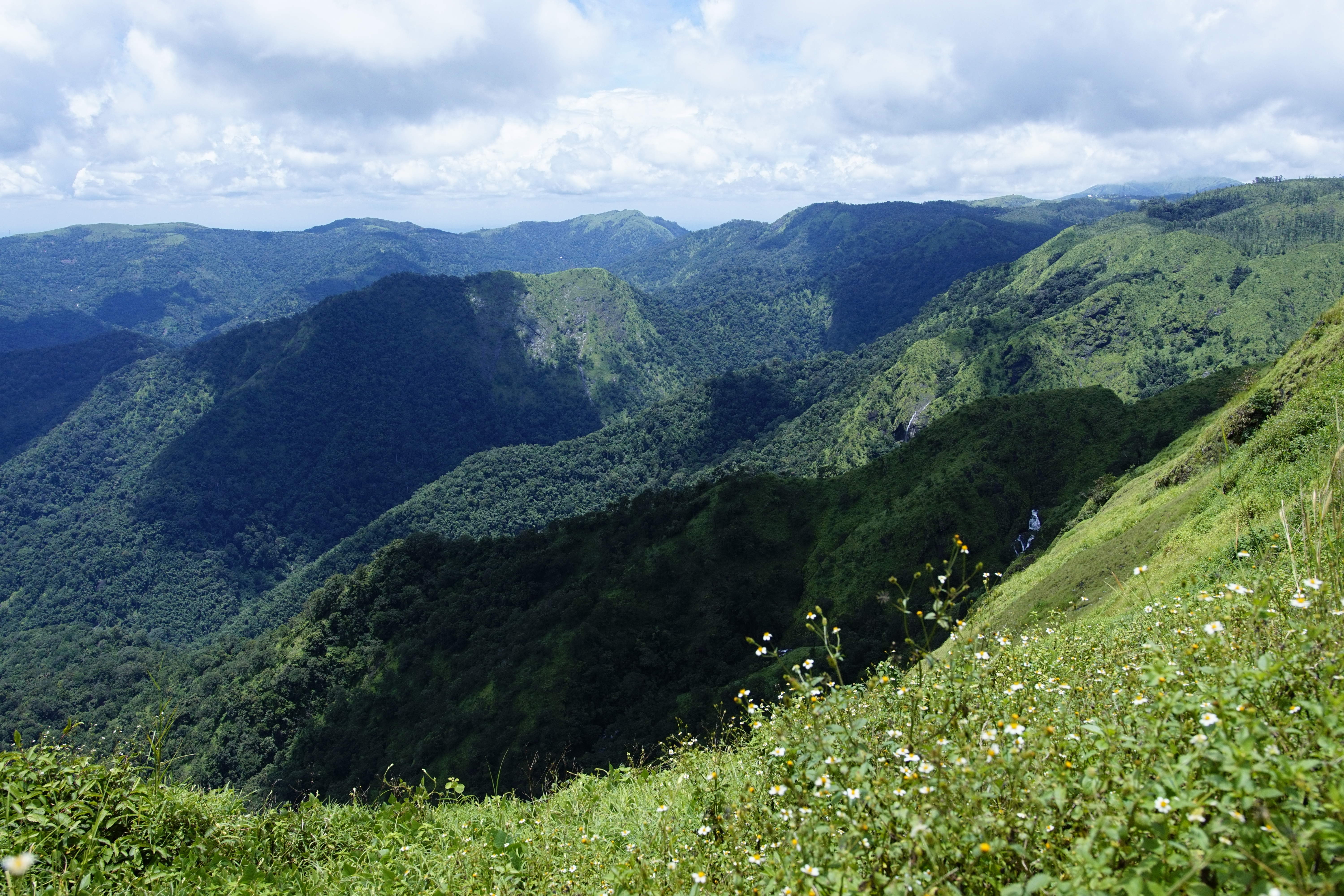
Le district d'Idukki est avec le Wayanad et Pathanamthitta, l'un des trois districts complètement montagneux de l'État.
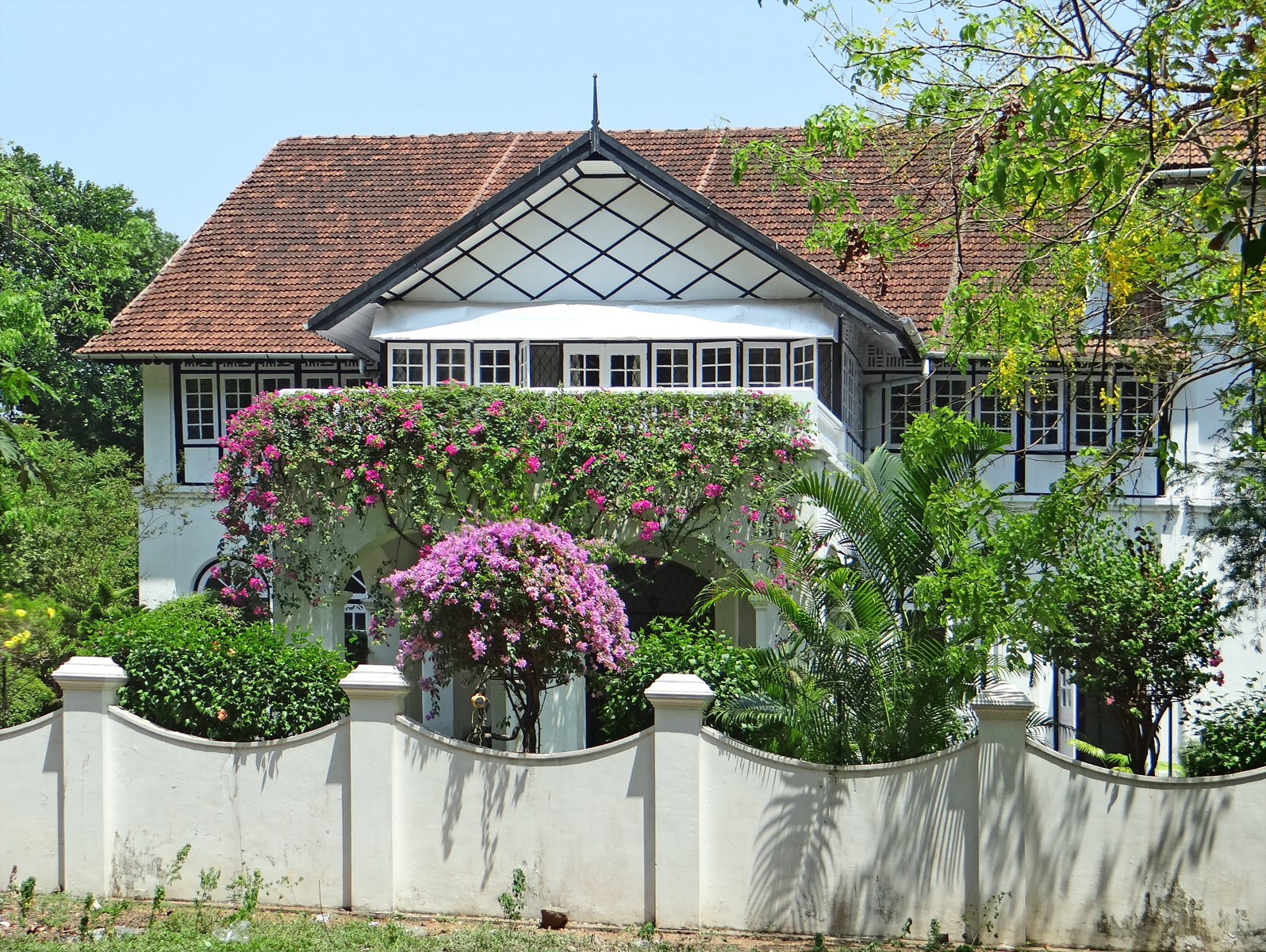
Cochin est remarquée pour son centre historique reflétant les influences étrangères multiples.
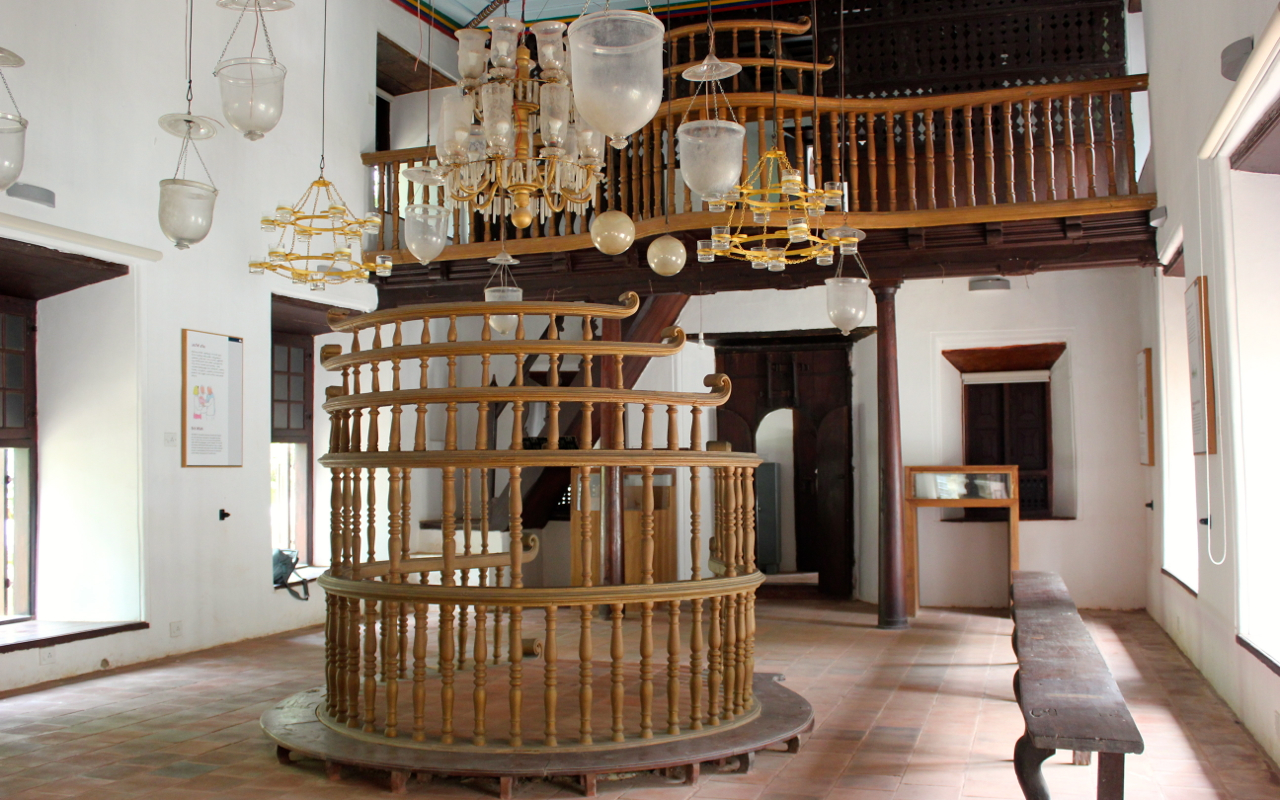
La synagogue de Chendamangalam, un lieu de culte de la communauté juive malabarie.
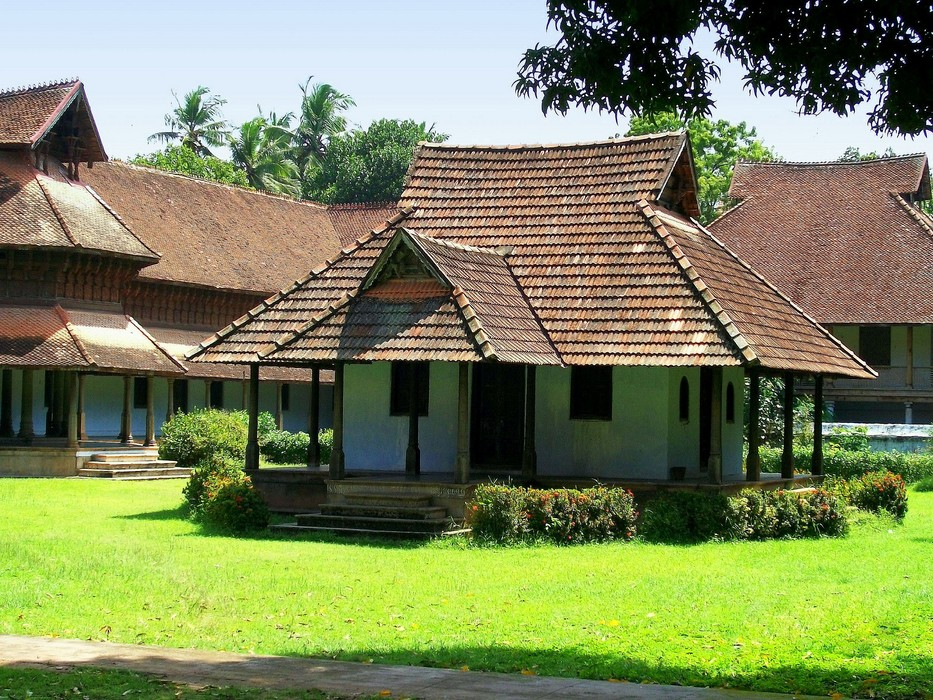
Le pavillon des invités, dans le complexe du Palais de Kuthiramalika à Trivandrum.
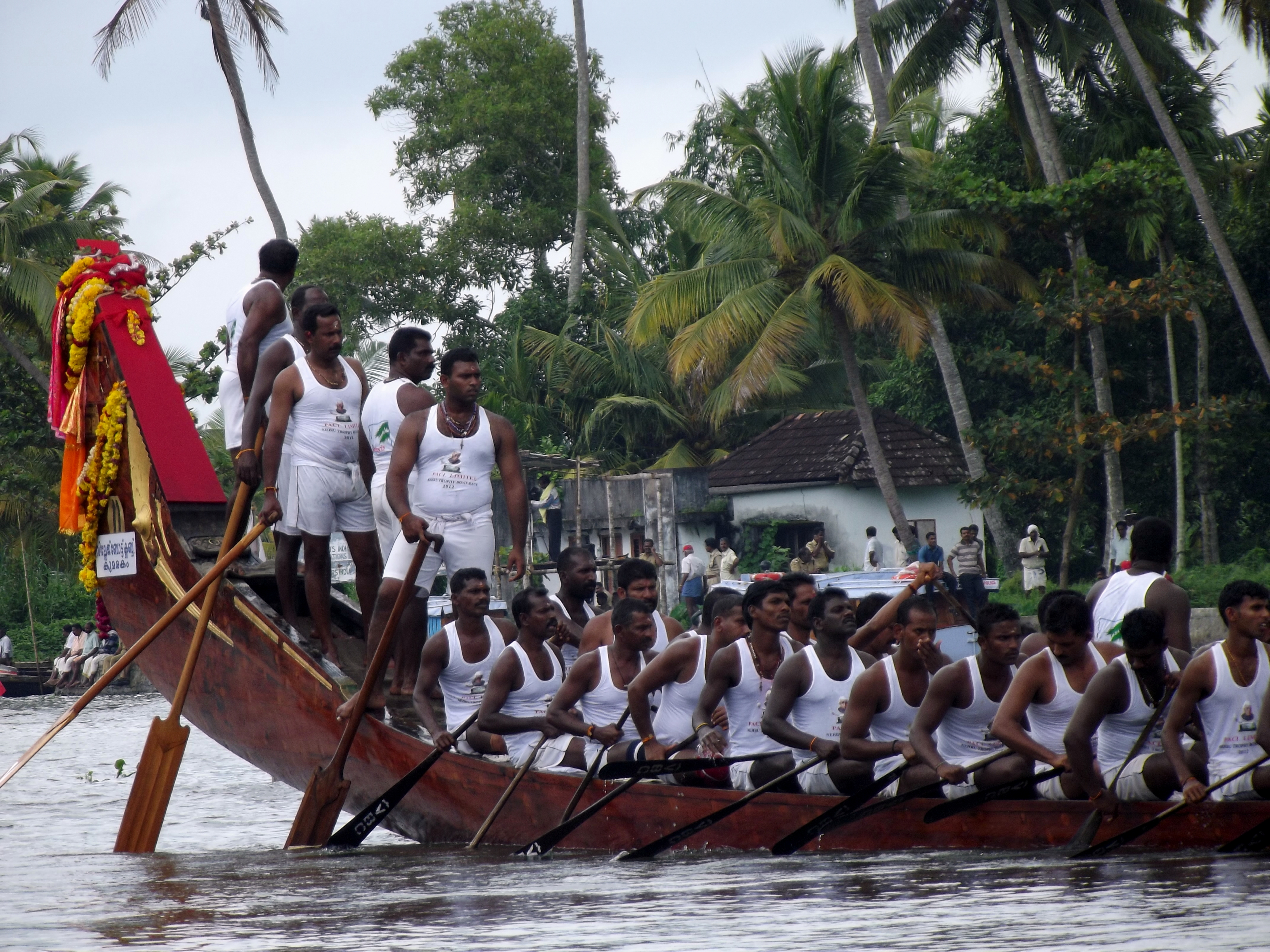
Bateliers d'un chundan vallam lors du Nehru Trophy Boat Race à Alleppey.
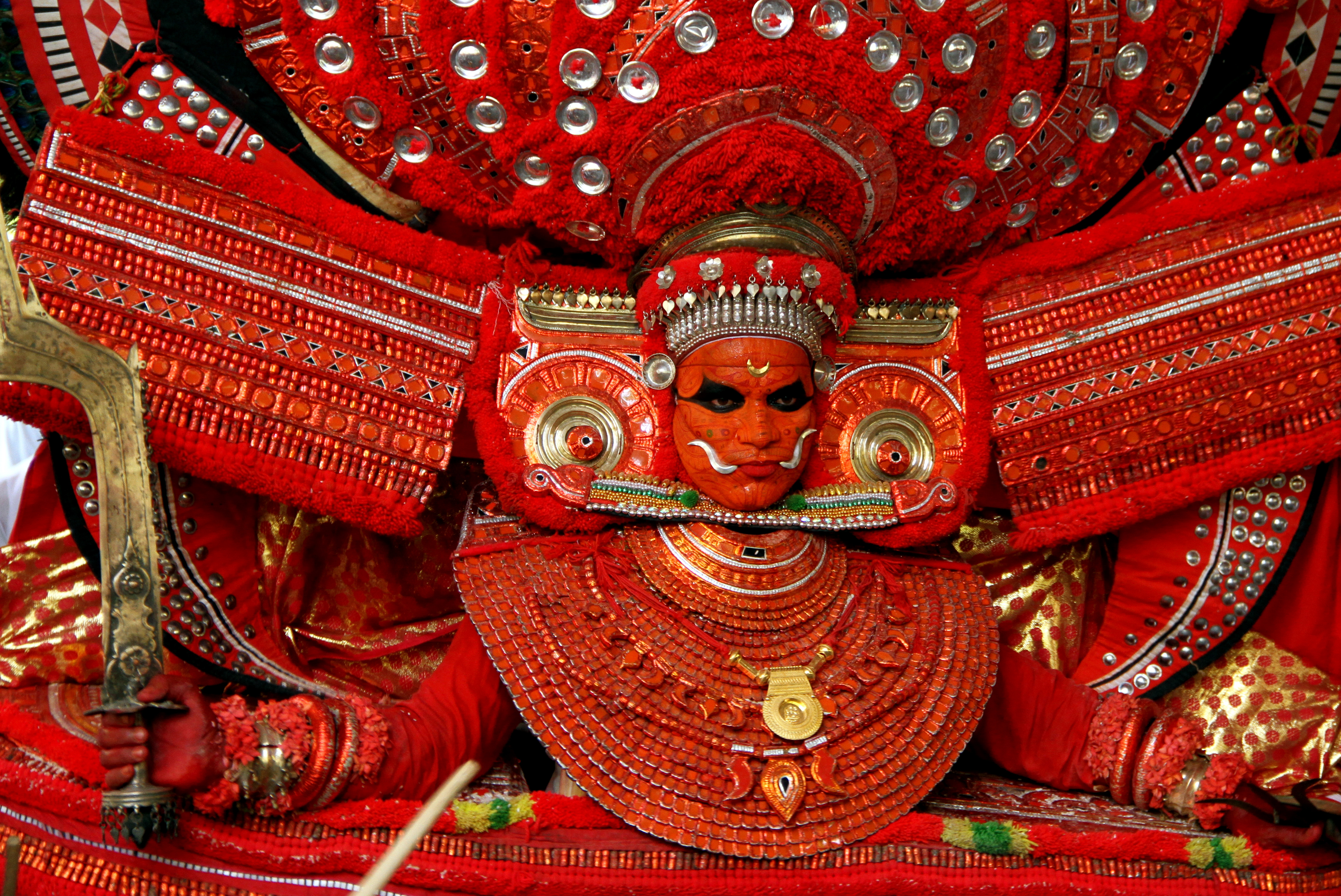
Descente de la déesse Bhagavathi lors d'un Theyyam à Ramanthali, dans le district de Kannur.
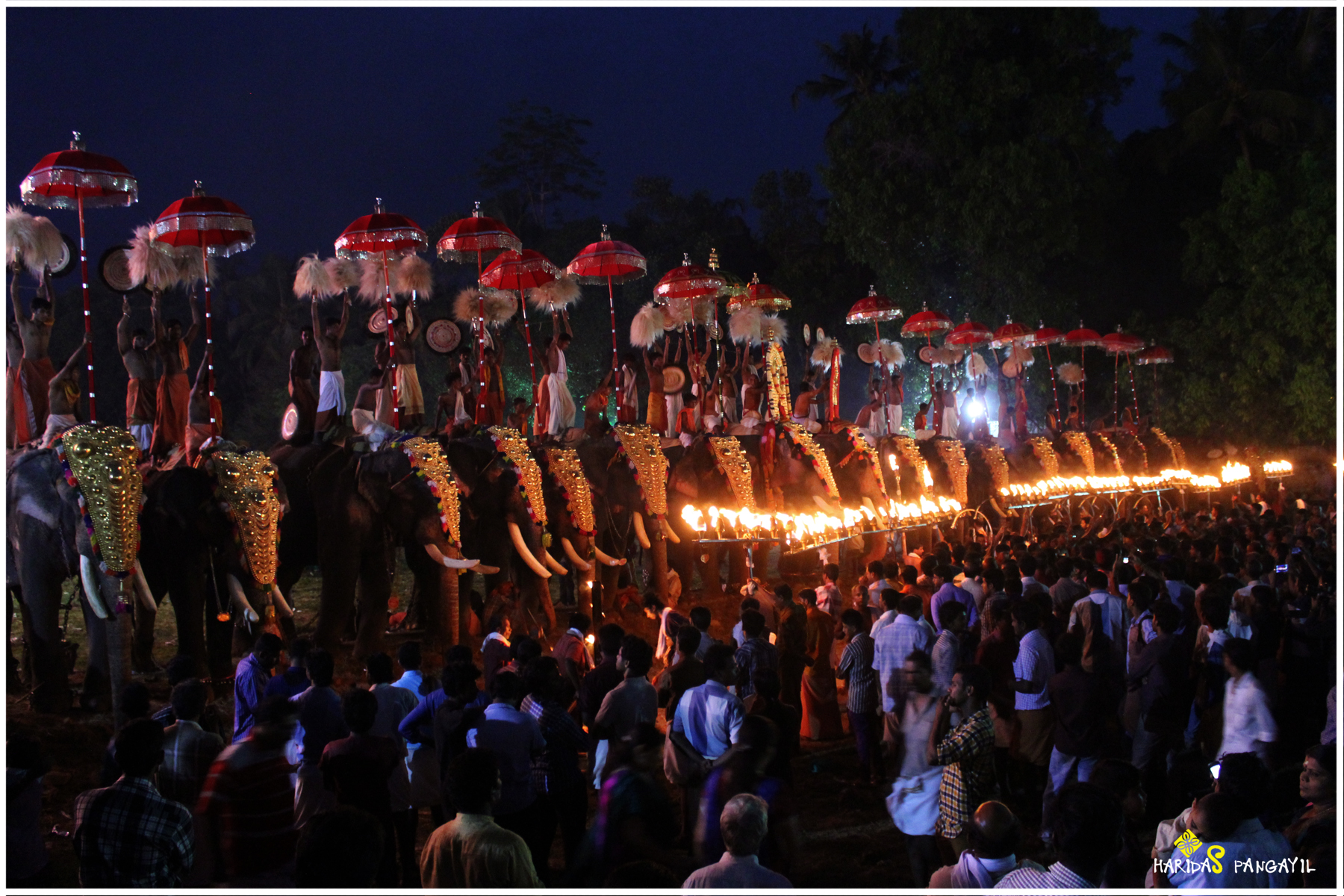
Pooram au temple d'Arattupuzha, dédié à Shasta (Ayyappan), dans le district de Thrissur.